# JR東日本E217系電車
E217系電車（E217けいでんしゃ）は、1994年（平成6年）に運行を開始した、東日本旅客鉄道（JR東日本）の直流近郊形電車。

## 概要
横須賀・総武快速線で運用されていた113系の置き換えを目的として、1994年（平成6年）8月に量産先行車（1次車）である基本編成11両＋付属編成4両のF-01＋F-51編成が落成し、同年12月3日より営業運転を開始した。翌1995年（平成7年）11月以降に量産車の製造が開始され、1999年（平成11年）11月までに基本編成51本、付属編成46本の計745両が製造された。当初は大船電車区（現：鎌倉車両センター）に集中投入、1997年（平成9年）からは幕張電車区（現：幕張車両センター）にも投入され、1999年12月4日までに横須賀線・総武快速線で運用されていた113系を完全に置き換えた。
本系列の後、近郊形電車の生産は「一般形電車」として統一されたE231系近郊タイプに引き継がれたが、同系列の車体の基本構造や内装デザインに大きな相違はない。
1995年（平成7年）度通商産業省選定グッドデザイン商品、商品デザイン部門）受賞。

## 導入の経緯
本系列は、JR東日本が「新系列車両」として開発した通勤形車両209系を近郊形車両へと改良・発展させたもので、国鉄・JRの近郊形車両で初となる4扉構造を採用した。車内の座席配置は混雑緩和を最優先とし、通勤形となるロングシート構造を基本としながら編成中の一部車両（基本編成11両中3両）には遠距離旅客や観光客へ配慮し、クロスシートを設けたセミクロスシート構造とした。また、基本編成のみ2階建て構造のグリーン車を組み込んでいる。デザインはGKインダストリアルデザインが担当。
車両の製造は川崎重工業、東急車輛製造、JR東日本新津車両製作所およびJR東日本大船工場（中間車12両のみ）で行われた（グリーン車は川崎重工業・東急車輛で製造）。ただし、大船工場製は東急車輛製造から構体ブロックを購入し、艤装や内装組み立てを大船工場で行ったノックダウン生産方式の車両。

## 構造

### 車体
車体構造は209系と同じ軽量ステンレス車体であるが、車体幅が 2,950 mm（209系0番台は 2,800 mm）に拡大され、裾絞りのある車体となった。拡幅車体を採用したため、曲線走行時の車両限界超過を防ぐために台車間距離が 13,800 mm（209系は 13,300 mm）に拡げられた（拡幅車体で台車中心間距離を13,300 mmとした場合、曲線区間での車体のはみ出しが大きすぎてしまう）。全長は先頭車について併結運転も考慮して、連結面間全長を 20,000 mm に収めている。ただし、グリーン車用の2階建て車両は定員確保を目的として連結面間 20,500 mm、台車間距離 14,150 mmとした。
車体構造はメーカーの製作工法で若干異なり、東急車輛製造と新津製作所・大船工場製は従来の骨組みと外板とで構成しているが、川崎重工業製は骨組みを廃した「2シート工法」（車体外板とインターパネル2枚の板材で強度を確保）で製作している。
先頭車両は踏切が多い区間を高速運転するため、高運転台構造とされ、運転席は設計上できる限り高い床面上500 mmの位置とした。運転台は209系と同様左手操作形ワンハンドル方式を採用している。また、先頭車の正面貫通扉の右中央には右側に「E217」と表記されたロゴと「EAST JAPAN RAILWAY COMPANY」のロゴが、左側に帯色ロゴが刻印されている。

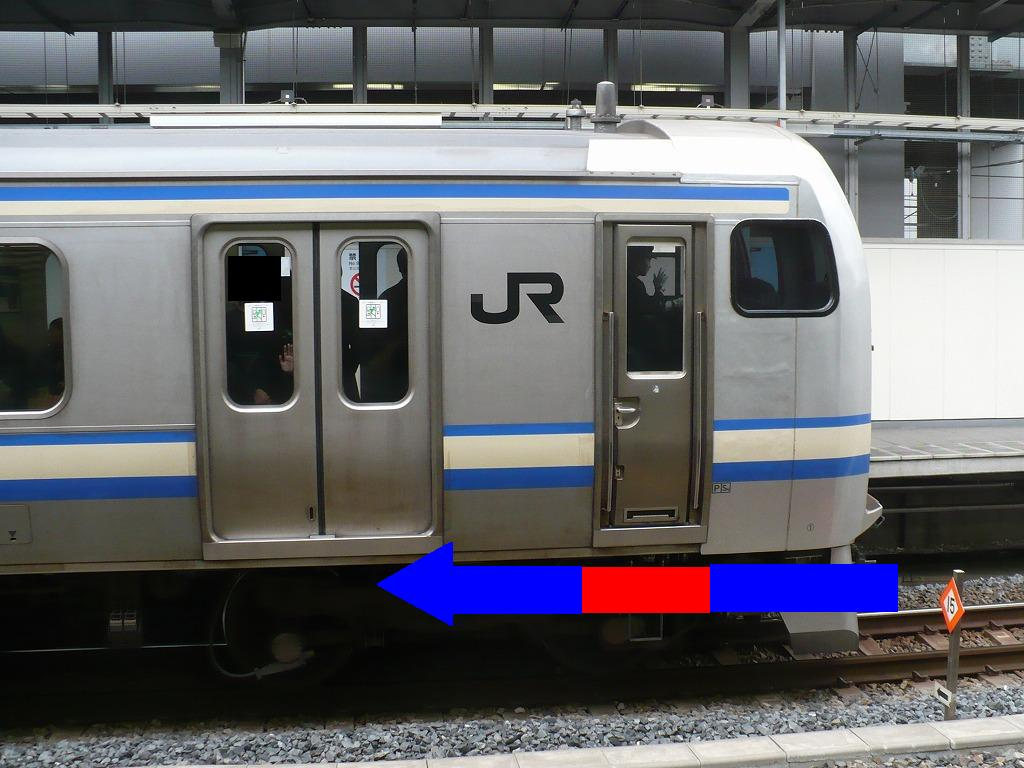
先頭部（右の青ライン上部付近）が乗務員室サバイバルゾーン、乗務員室扉部（中央の赤ライン上部付近）がクラッシャブルゾーン、客室部（左の青ライン上部付近）が客室サバイバルゾーン

また、1992年（平成4年）の成田線大菅踏切事故の教訓を踏まえ、運転士の安全を確保するため先頭車両に衝撃吸収構造を採用している。前頭部はFRP製の前面覆いを取り付ける構造だが、衝撃吸収構造のため、前面窓ガラス下部に衝撃吸収用のアルミハニカムを装備し、さらには強固な構造で乗務員を保護する「サバイバルゾーン」と、つぶれることで衝撃を吸収する「クラッシャブルゾーン」を設けている。このため、運転台の奥行きは209系の 1,860 mm よりも広い 2,120 mm を確保している。この構造はE231系近郊タイプやE531系、E233系といった以降登場する首都圏向け一般形車両の標準仕様となった。
また品川 - 錦糸町間の長大トンネル区間（東京トンネル・総武トンネル）を走行することから、非常時脱出に配慮して前面に貫通扉を設けた構造となった。貫通路は通常は閉鎖しているが、非常時のみ通り抜けができる。この貫通扉は外開き式プラグドア構造で、本系列の併結のほか113系との併結時にも使用できる。
その後、省令改正に伴って貫通扉の設置が不要となったため、7次車からは前面デザインを変えずに非常用貫通扉は廃止された。
1次車は前面のステップが分割形となっているが、2次車からは貫通扉（プラグドア）自体の構造を簡素化するためにステップを連続形とし、扉はステップ上部をスライドする仕組み（下レール付き）とされた。これに合わせて、尾灯の取り付け方法を変更している。
車体側面の行先表示器は製造開始当初209系と同じ幕式であったが、7次車よりLED式を採用した。ただし、以降に述べるトイレ設備関連に伴う先頭車差し換えを行うため、7次車のうち落成時のクハE216形2000番台で従来の編成に組まれる5両は側面表示が幕式で新製された。また、差し換えで7次車に組まれる従来のクハE216形2000番台の5両はこの時点で側面表示のLED化を実施した。その後は幕式の車両もLED式に順次交換されている。
車外のドア解錠ハンドル（ドアコック）は片側側面2か所に配置している。1次車ではこれに加えて妻面（中間車は千葉方のみ）にも片側全扉の解錠ハンドル（通電時のみ使用可）を備えていたが、2次車で廃止された。

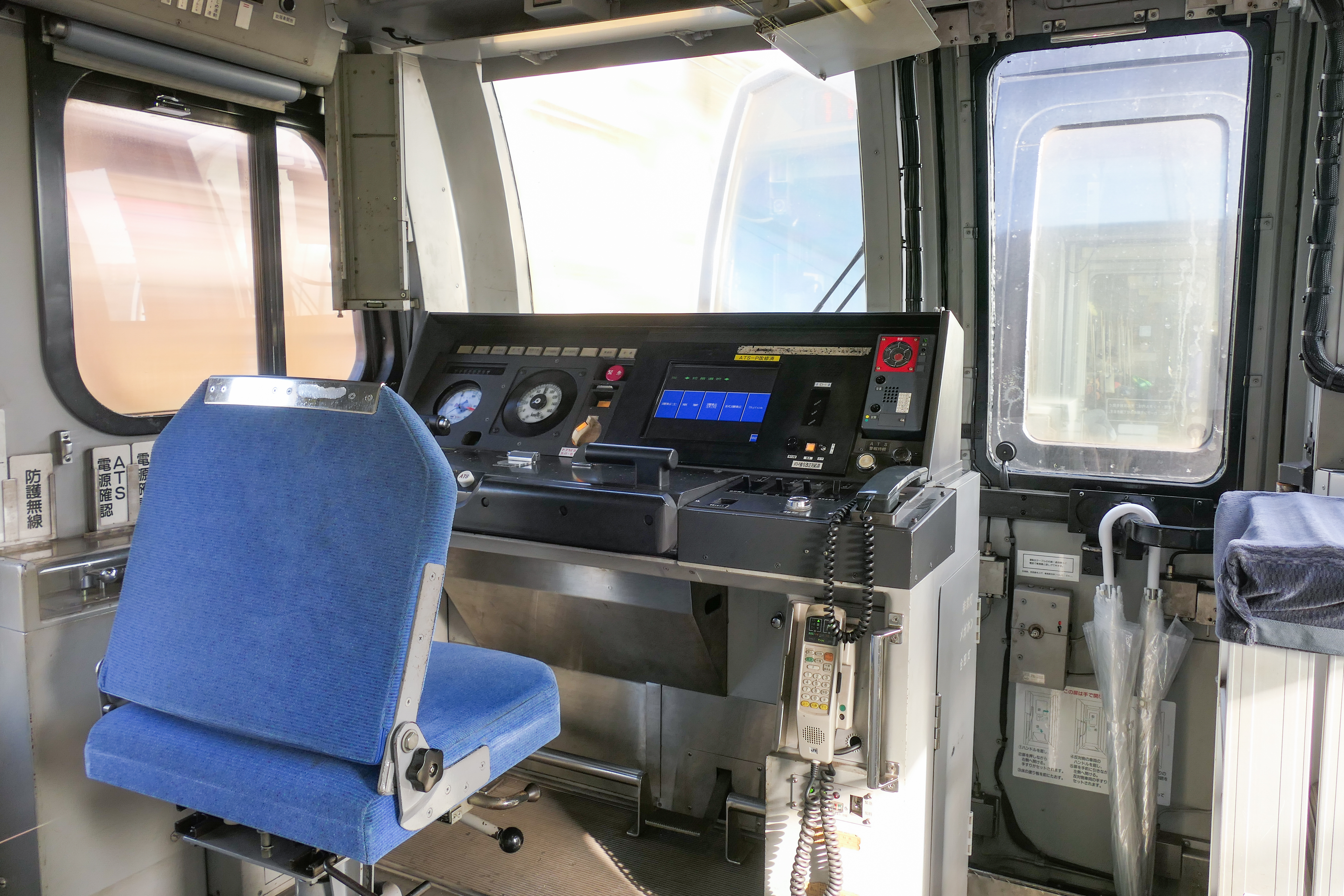
運転台

### 車内
車内は基本的に209系の仕様を踏襲しており、白色系の内装材、床敷物は灰色を採用している。車椅子スペースは各先頭車の連結面側に設置した。
座席は一般席においては表地を背ずり部を青色の斜めストライプ柄、座面は青色の単色柄とした片持ち式バケットシート構造である。座席はロングシート車両とセミクロスシート車両があり、後者は車端部（連結面）寄り座席はロングシート（3席）、ドア間の座席は「ロング2席・ボックス式クロス4席・ロング2席」の配置となっている。ただし、先頭車両は構造上の関係（後述）で最前位のドアが後位寄りへ設置されたため、ロングシート車両・セミクロスシート車両ともに先頭側のドア間の座席はロングシート（4席）となっている。いずれの座席とも1人分の掛け幅は450 mmを確保しているほか、7人掛け座席間には定員着席を促すための縦握り棒（スタンションポール）を設置している。座席定員はセミクロスシート車両の方がドア間あたり2人分多いが、立席スペースがロングシート車よりドア間あたり2人分少ないため、乗車定員はロングシート車・セミクロスシート車とも全く同じ。
側窓は可視光透過率41 %のグレーに着色された熱線吸収ガラスを使用し、カーテンの設置は省略した（グリーン車を除く）。ドア間の大窓は全て開閉可能となり、セミクロスシート車および6次車以前のロングシート車両は、側窓を3分割し、中間部分が下降式となっている。これはクロスシート時の座席配置を考慮したもの。ロングシート車両の側窓は、7次車より車体中央部の窓が1枚ガラスの固定式となり、その他の開閉可能な窓も不均等2分割構造で車端部側の大きい方の窓が下降式となったものに変更された。
なお、これらの窓構造変更車のうち、先頭車両の車体中央部の開閉不可能な大窓は、長時間停電時の換気性能向上のために2007年（平成19年）から209系と同様の開閉可能にする工事が行われている。
ドアエンジンには209系3次車より採用が開始されたスクリュー軸式の電気式ドアエンジンを採用している。また、ホーム長が10両弱分しかない田浦駅での一部ドアカットは、113系時代は両先頭車のみのドア締め切りで済んだが、本系列は先頭から2両目（2・10号車）の一番前のドアも乗降に支障をきたすため、先頭車と2両目のこのドアのみ締め切れる特別なスイッチ（通称・田浦スイッチ）が装備され、そのことを示すステッカーが該当するドアに貼り付けされている。
空調装置は一般車がAU720A形集中式 48.8 kW (42,000 kcal/h)、グリーン車用がAU721形集約分散式 23.3 kW (20,000 kcal/h) の2台搭載となっている。グリーン車用の冷房装置は使用条件の異なる2階席、1階席、平屋席それぞれの室内を個別に制御ができるものとなっている。

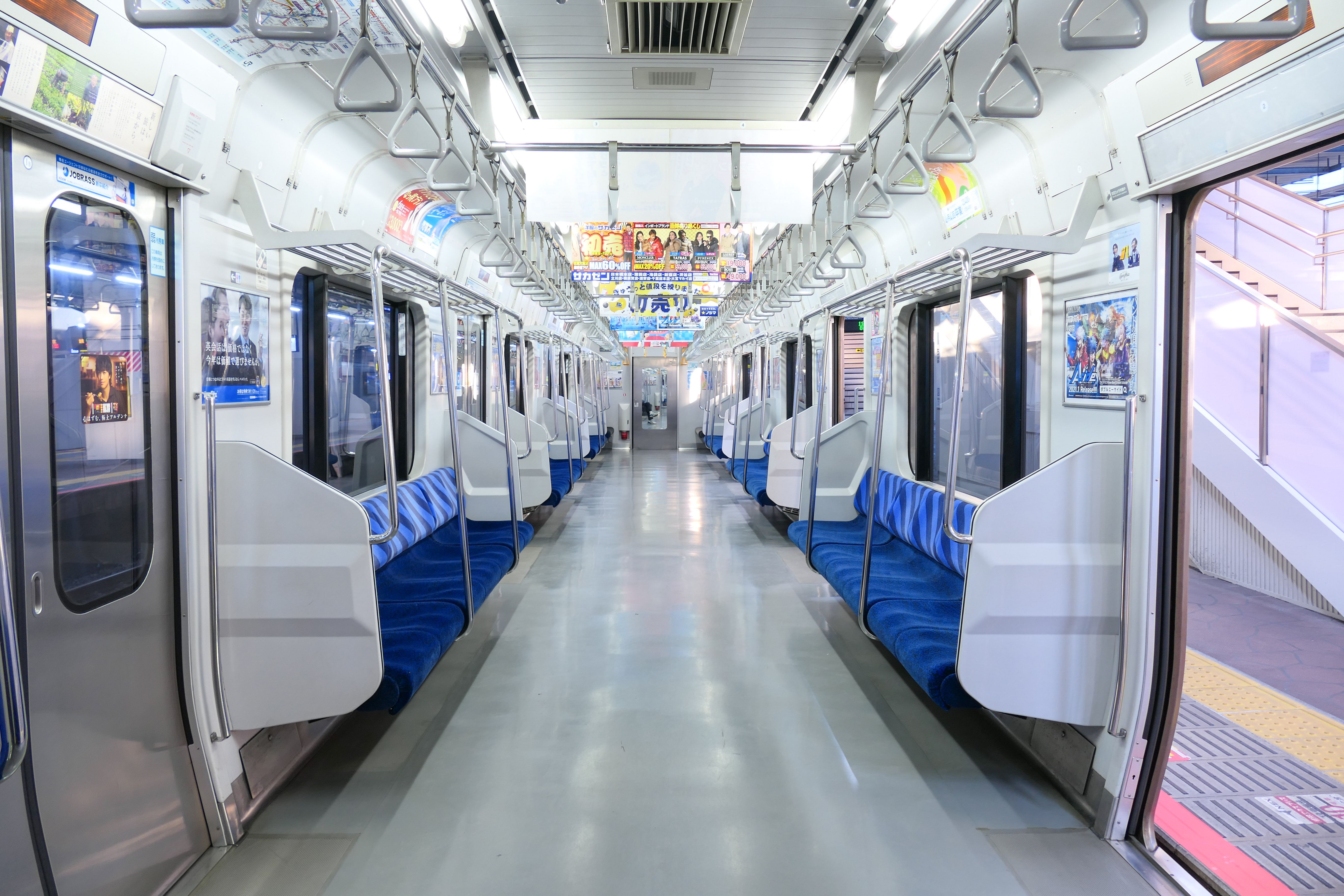
ロングシート車内
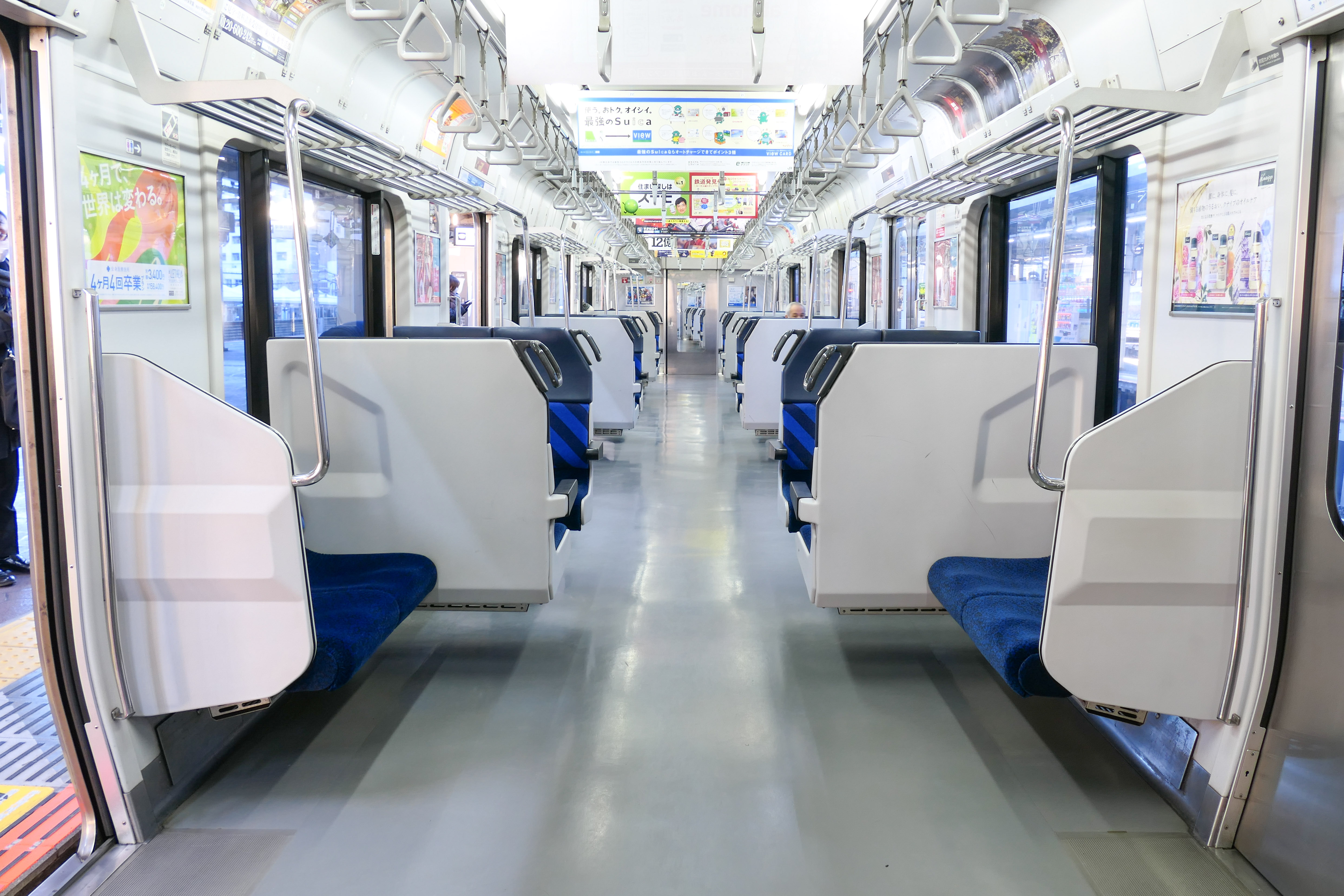
セミクロスシート車内
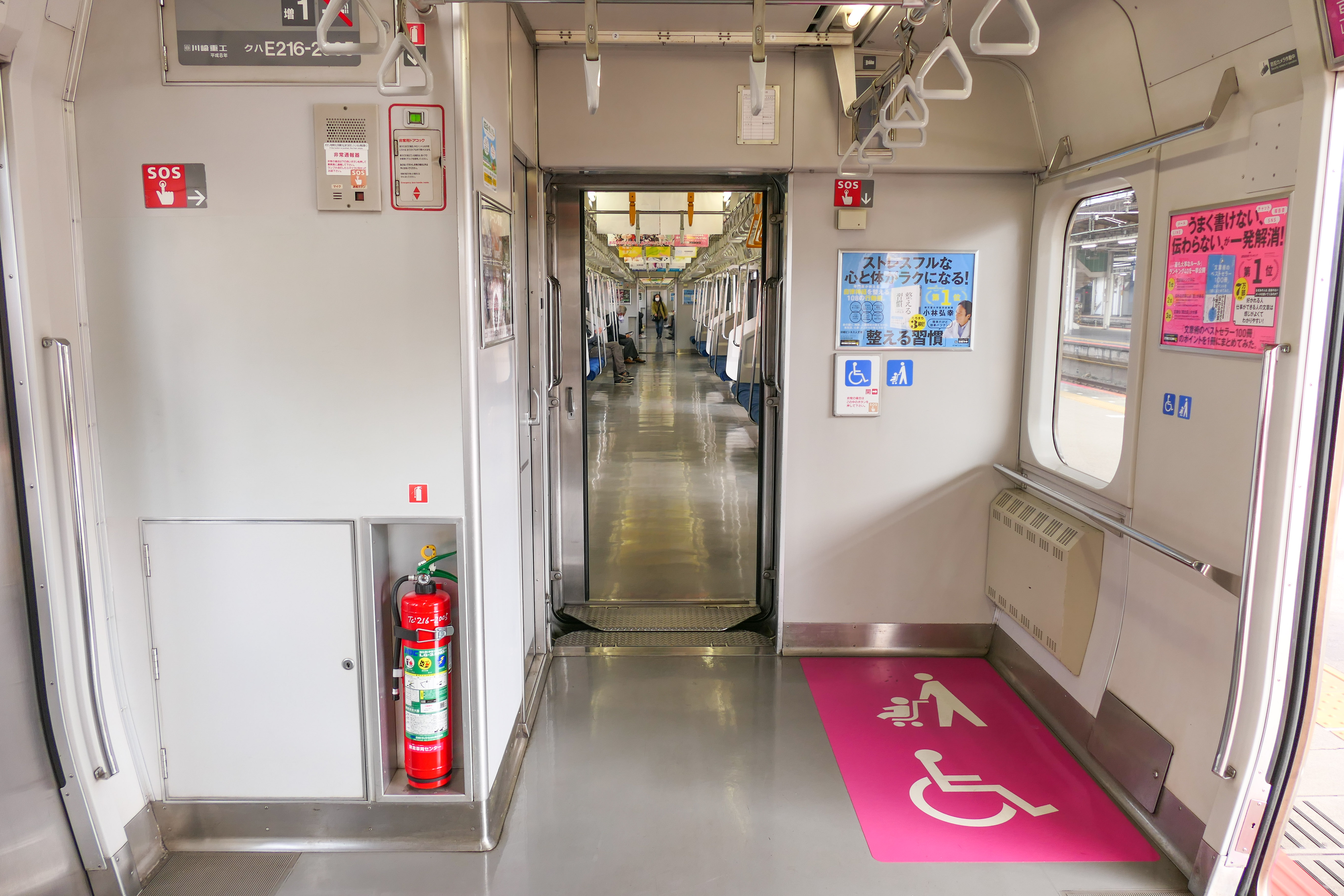
車椅子スペース
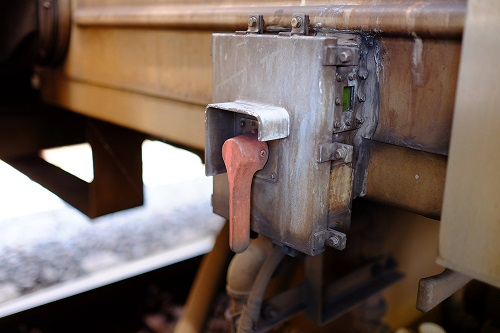
E217系解錠レバー(E217系Y-1編成)

車内案内装置
各客用ドア上にはLED式車内案内表示器とドアチャイムを設置している。

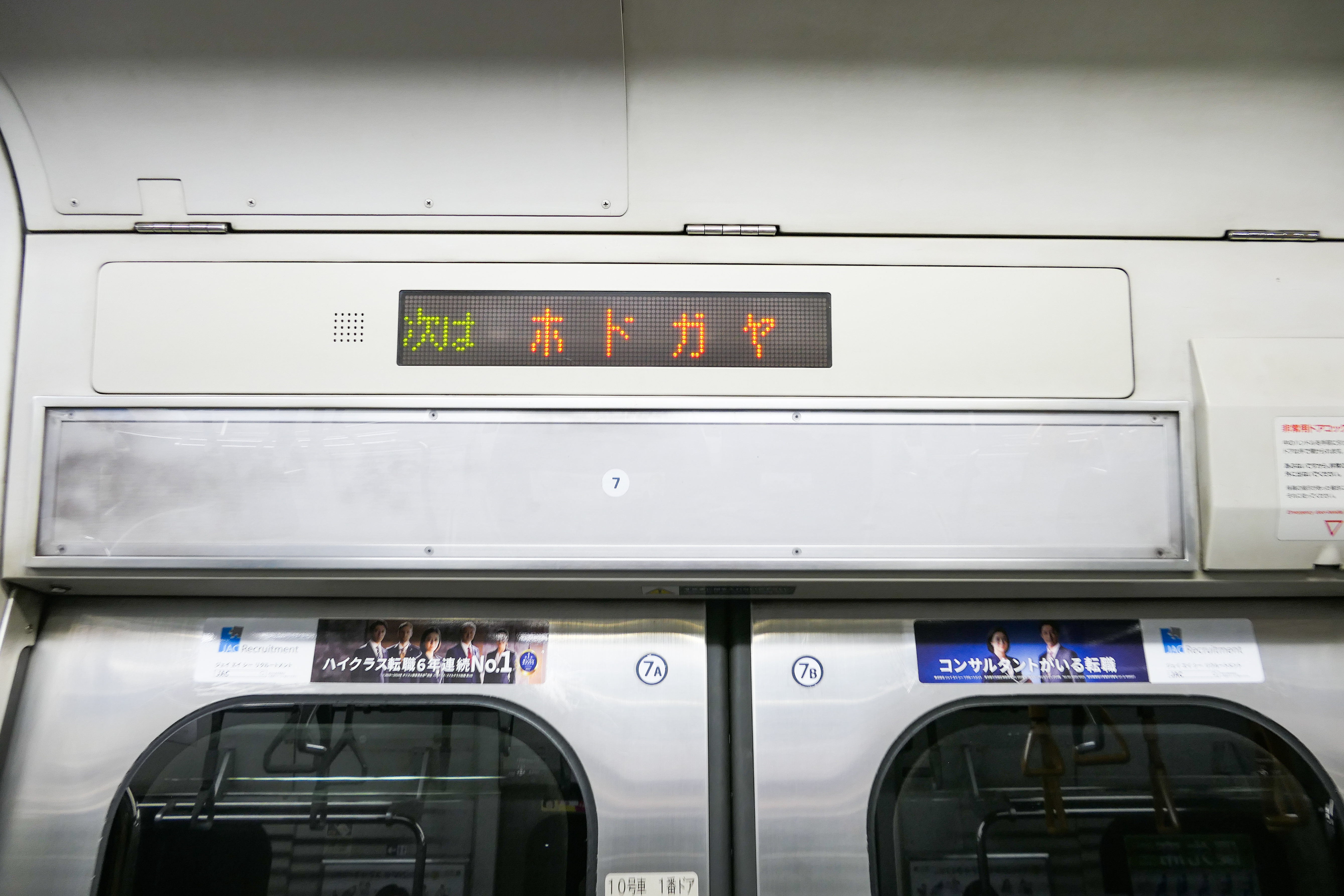
車内案内装置

2次車以降の車内細部の変更
1次車はクロスシート部に脚台（細い脚）があったが、これを廃した（完全な片持ち式）ほか、クロスシート背面にあった手すりが省略された。床敷物では出入口部に滑り止め加工が施工された。また、車内非常通報装置が警報式から通話式に変更されている。

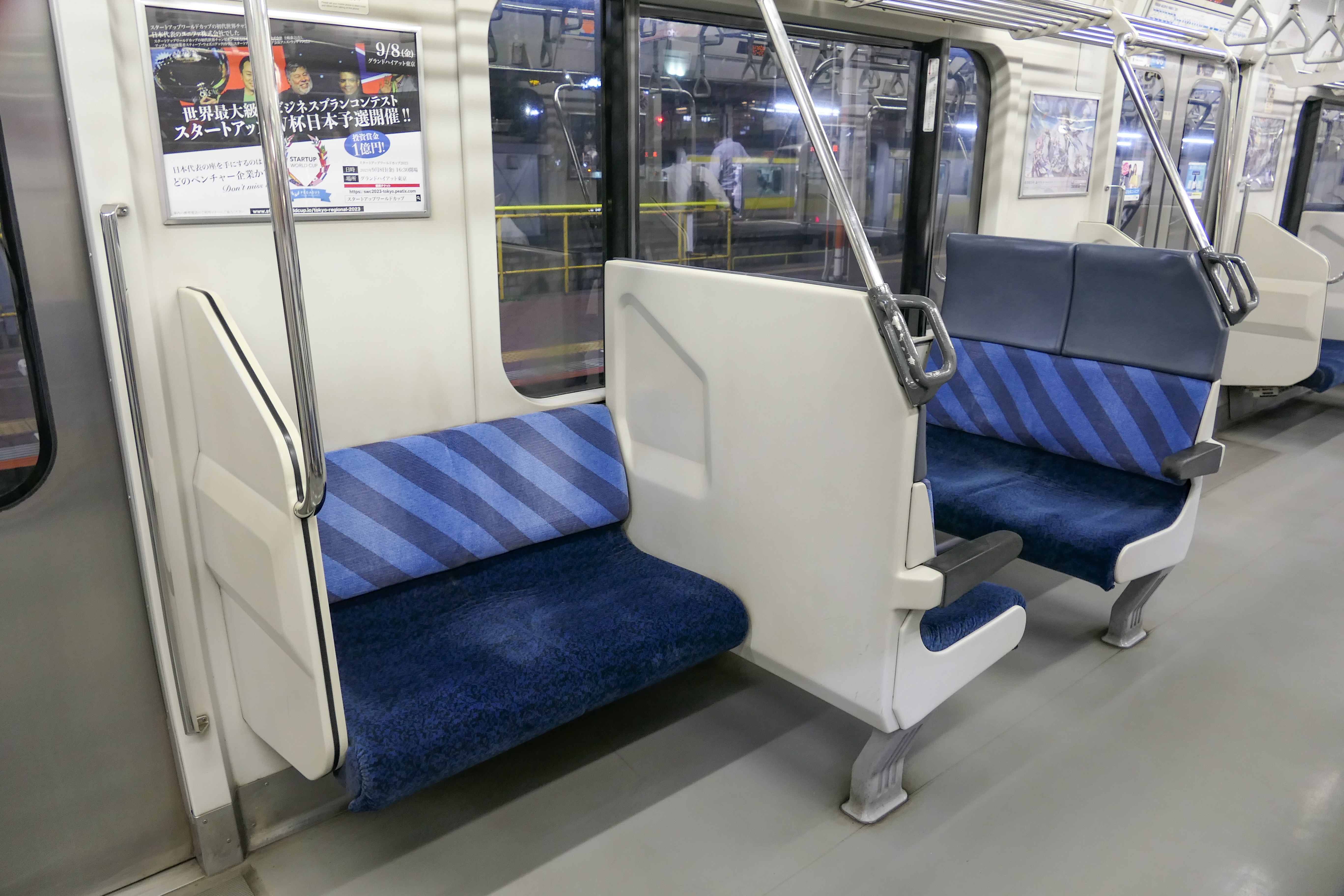
量産先行車のクロスシート
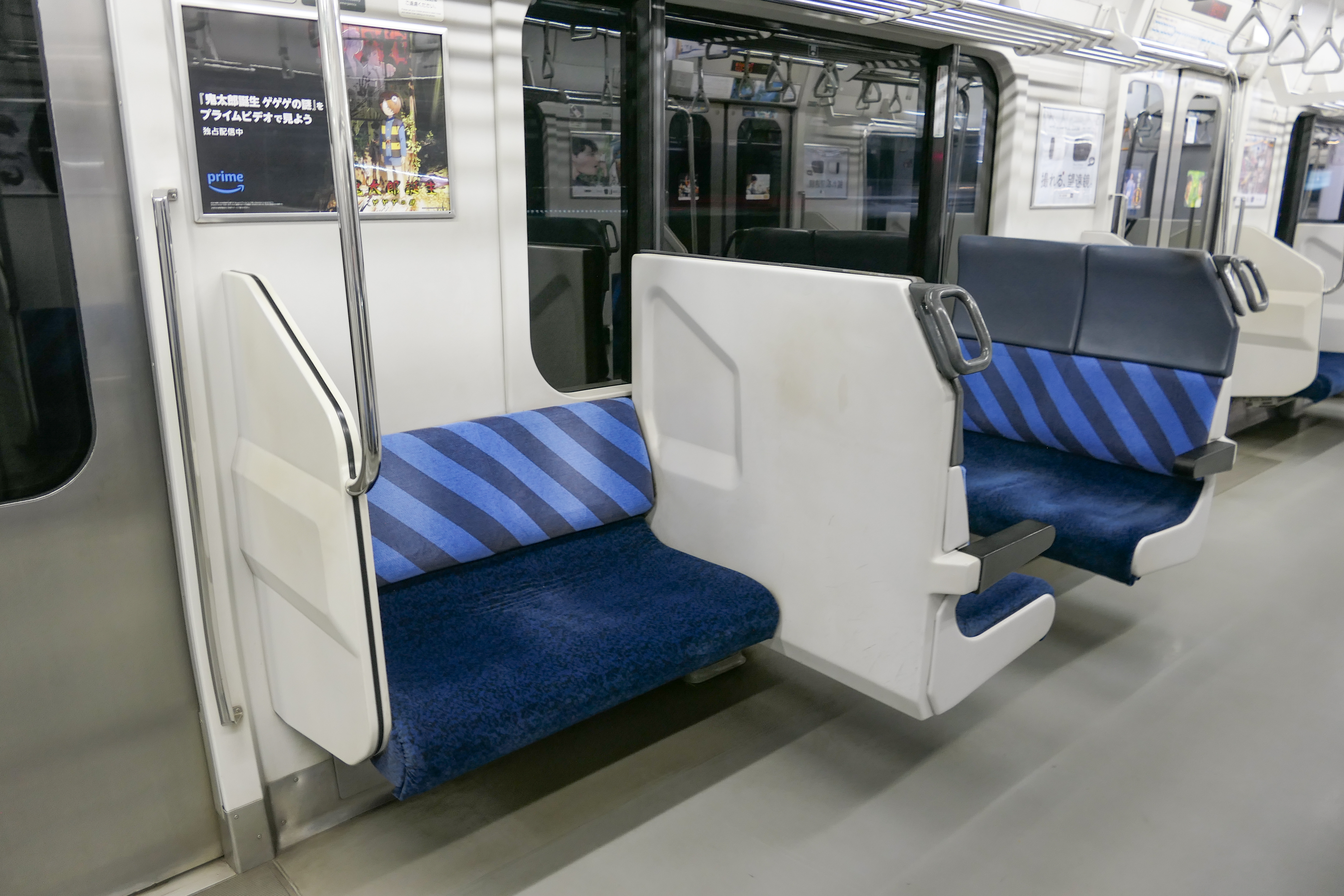
量産車のクロスシート

トイレ設備
基本編成の両端先頭車（とグリーン車5号車）と付属編成の久里浜方先頭車にはトイレが設置されている。現在は基本編成の千葉方先頭車と付属編成では和式を設置している。ただし、当初は基本編成の久里浜方先頭車も和式トイレを設置していた。
その後、4次車からはバリアフリー対応のため基本編成久里浜方先頭車（1号車：クハE216形2000番台）に車椅子対応の大形洋式トイレの設置が開始された。そして在来3次車までの基本編成にも車椅子対応トイレを設置することになった。このため、4次車以降の付属編成久里浜方先頭車を車椅子対応のトイレ付きで新製し、これを基本編成の久里浜方先頭車と差し換える方法で全ての基本編成に車椅子対応トイレ付き車両を組み込んだ。

### 主要機器
走行機器類、台車などの基本的な機器構成は209系車両をベースとしている。
制御装置と主電動機には、209系と同じ三菱電機製のGTOサイリスタ素子によるVVVFインバータ制御装置（1C4M2群制御）と出力 95 kW のかご形三相誘導電動機（MT68形、7次車以降及び機器更新車はMT73形を採用しているが）、運用条件である最高速度120 km/hを達成するため、歯数比は 97:16（=1:6.0625、209系は99:14≒7.07）とされ、起動加速度は 2.0 km/h/s（209系は 2.5 km/h/s）に抑えられている。その後に登場したE231系は歯数比 99:14（≒ 1:7.07）とされたが、主電動機を許容最高回転数の高いMT73形へ変更することで120 km/h運転を可能とした。2次車からは定速運転機能を付加した。
本系列では基本編成の11両（4M7T）と付属編成4両（2M2T）ではMT比が異なるため、加速性能を合わせるために主電動機の負担率は両者で異なる。また、15両編成を組成した際にも性能を合わせるためにVVVFインバータ装置内に設定スイッチを設けており、各ユニット間での出力を切り換えるシステムを備えている。
台車も209系とほぼ同一構造の軸梁式ボルスタレス台車のDT61/TR246系を採用している。総武快速線などで120 km/hの高速運転を行うため、量産先行車には新製当初ヨーダンパが装備されたが、走行試験の結果、グリーン車を除き以後の車両への装備は行われず、量産先行車からも撤去されている。
補助電源装置についても209系と同じGTO素子を使用した東洋電機製造製の静止形インバータ（SIV）を搭載しており、最大で6両まで給電可能な210 kVAの容量を持つ。空気圧縮機はクノールブレムゼ社製のスクリュー式コンプレッサが搭載されている。
ブレーキ装置は回生ブレーキ併用電気指令式空気ブレーキで、直通予備ブレーキ、耐雪ブレーキを装備している。車両間の力行、ブレーキ指令等の伝送には「制御伝送装置（MON）」経由によるデジタル指令方式としている。また、車輪の滑走を防止するための滑走防止装置を設置している。

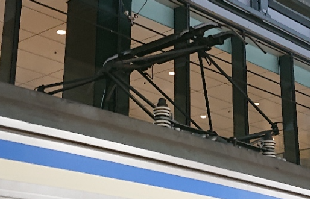
PS28A菱形パンタグラフ

集電装置は209系と同じPS28A形菱形パンタグラフが採用されている。狭小トンネル対策が採られていないため、中央本線高尾駅以西への乗り入れはできない。
保安装置にはATS-PとATS-SNを採用している。そのほかに東京地下トンネル区間用としてATC-5を搭載していたがが、同区間は2004年2月にATS-Pに切り換えられ、ATC装置は使用停止となっている。

なお、機器更新に伴い、2012年7月をもって落成時からのオリジナルのGTOサイリスタ素子を備える制御装置の車両は消滅した（更新後の制御装置は後述）。

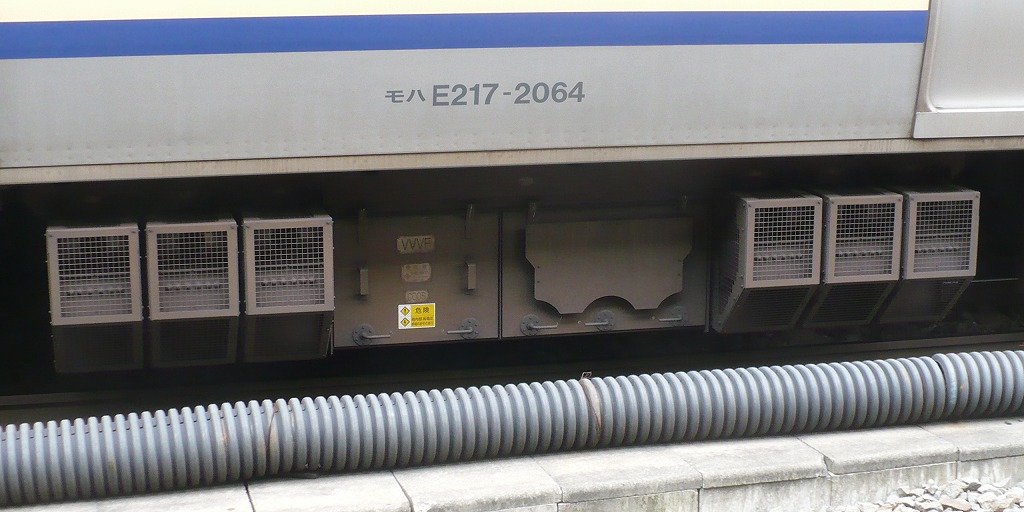
SC41B形VVVFインバータ装置
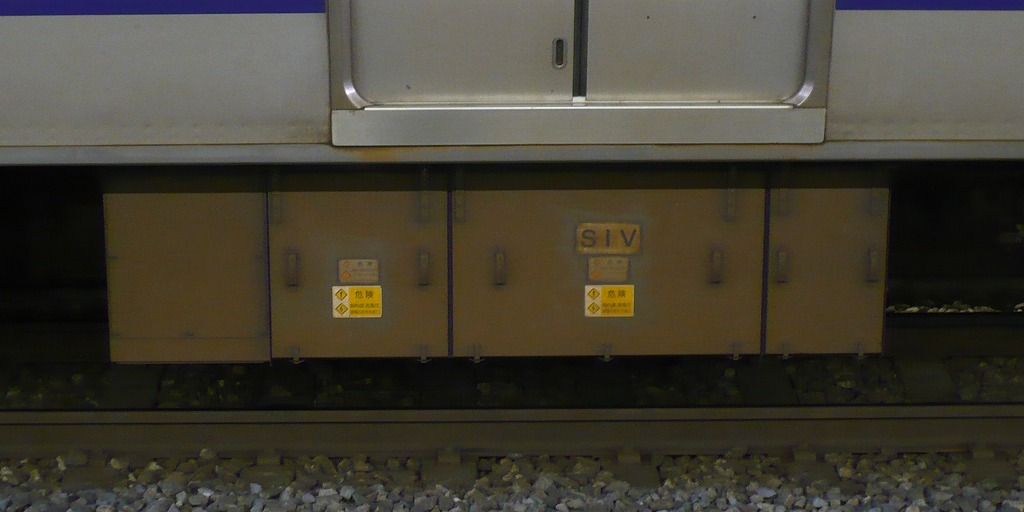
SC37A形静止形インバータ装置

### グリーン車
グリーン車は、従来どおり基本編成の4・5号車に組み込まれ、利用者数の増加と成田空港アクセス需要（エアポート成田）への期待などから、2両とも2階建て車両とされた。車両は211系の2階建てグリーン車の設計をベースとしているが、台車やドアチャイム設置などの車内設備は新系列車両に準じている。これらの設計は後に登場する首都圏の一般形車両の2階建てグリーン車にも採用されたほか、四国旅客鉄道（JR四国）の5000系の2階建て車両（5100形）も当系列の5号車であるサロE217の設計をベースとしている。
座席には片持ち式のリクライニングシートが採用され、当初は2階席が紫色系の座席表地、1階席と平屋席が茶色系の座席表地とされた。一部車両の座席は、秋田新幹線建設工事に際して北上線経由で北上 - 秋田間で運転された「秋田リレー号」用のキハ110系300番台に使用されたものを再利用している。
横須賀線と総武快速線では、東海道線と共に2006年3月18日のダイヤ改正よりグリーン車Suicaシステムを導入した。それに先駆けて2005年度に全座席の上部にSuicaをタッチ決済するための装置（R/W（リーダ／ライタ））が設置されている。2006年8月以降、グリーン車の座席を順次E231系に準じたものに交換している。ただし、座席の台座は流用されており、設備も背面テーブルのみと従来のE217系に準じたものとなっている。また、モケットもE231系と同色系のものを用いているが、デザインが多少異なるオリジナルのものが採用された。同時に階段などの手摺りも黄色に着色されたものに取り替えられた。
5号車の久里浜側の車端部には洋式トイレと洗面所が設置されている。トイレは基本編成の普通車のトイレとは異なり、車イス非対応で扉は自動ではないほか、三菱電機製の天井埋め込み形換気扇が設置されている。この換気扇は洗面所にも設置されている。4号車では千葉側の車端部に乗務員室と業務用室（グリーンアテンダントの準備室）を設置する。業務用室には車内販売に対応させるため冷蔵庫などが設置されている。
2次車では洗面所の色彩やデッキと平屋席の貫通扉のボタンの形状が変更されている。東海道線で女性グリーンアテンダントへの暴行事件が多発したため、乗降口（デッキ）と4号車にある乗務員室・業務用室の前への防犯カメラの設置が進んでいる。

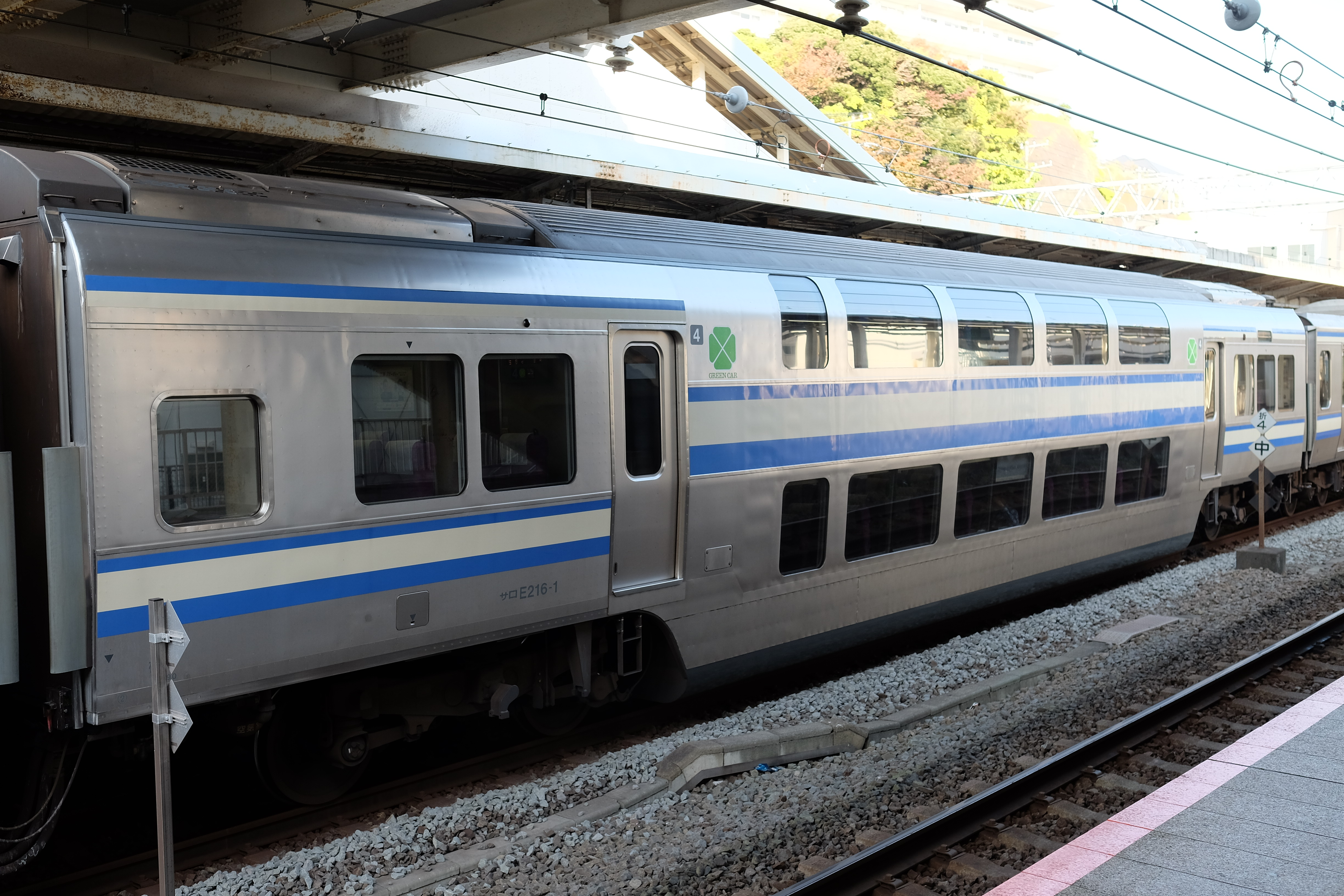
サロE216形
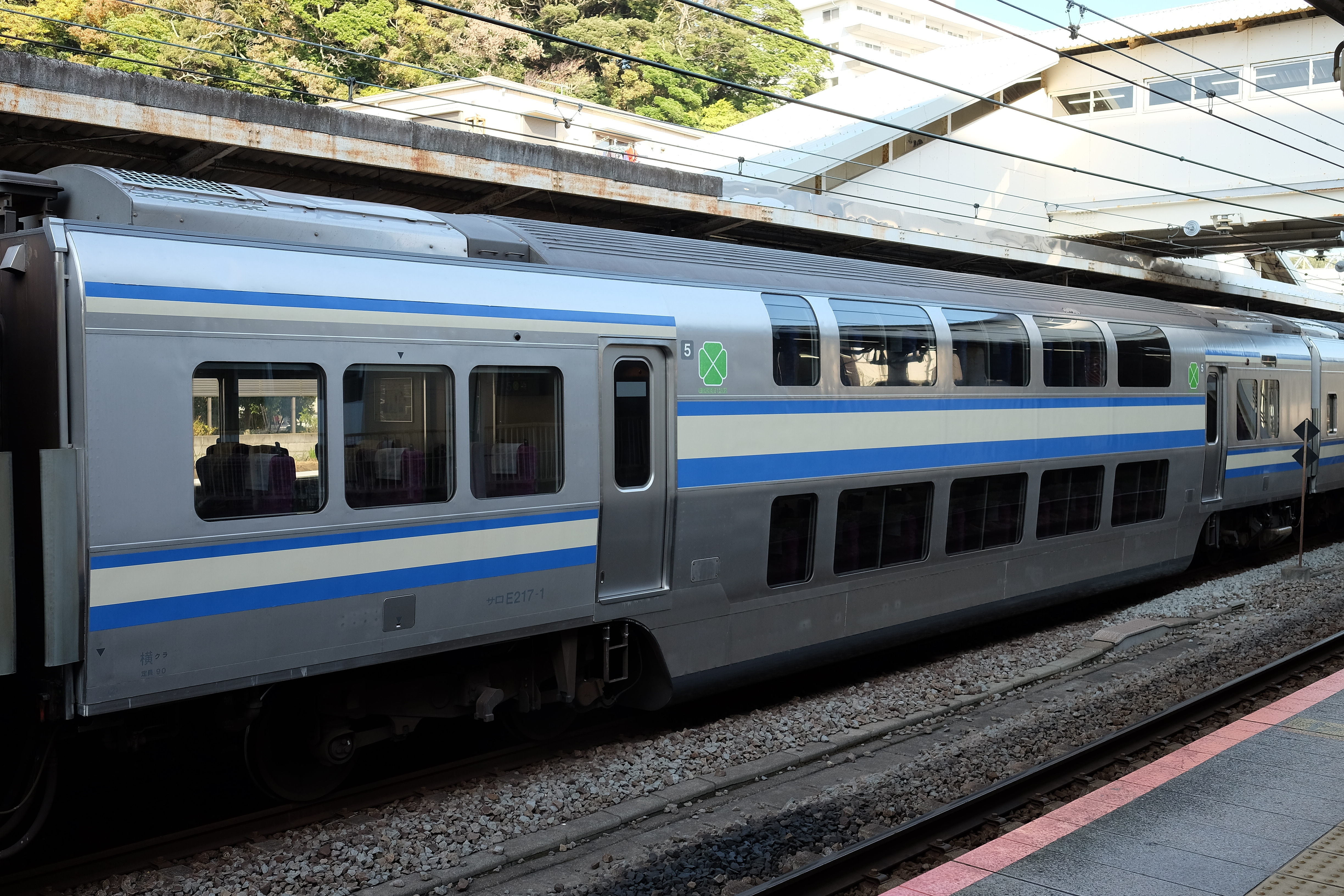
サロE217形
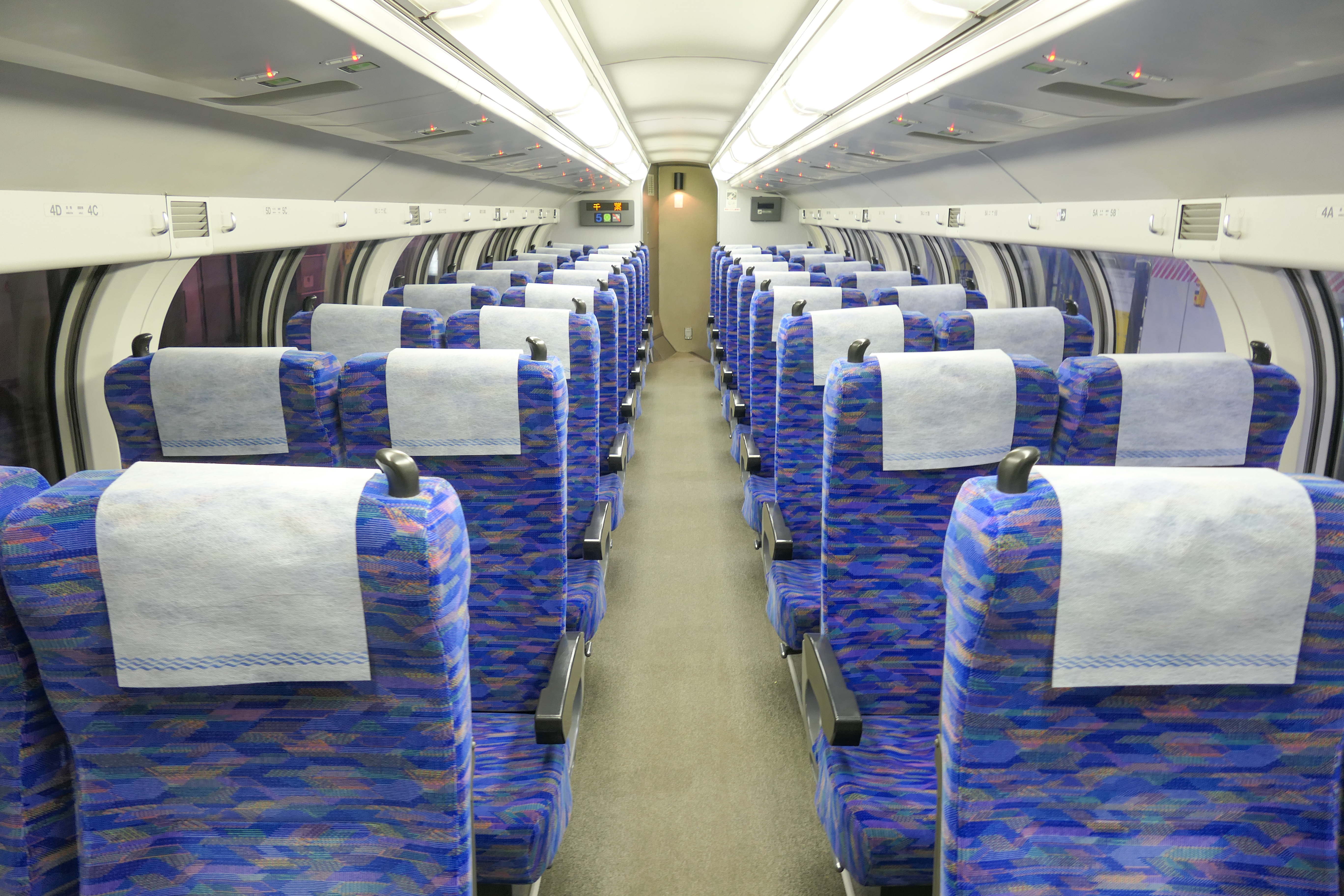
グリーン車の2階の車内
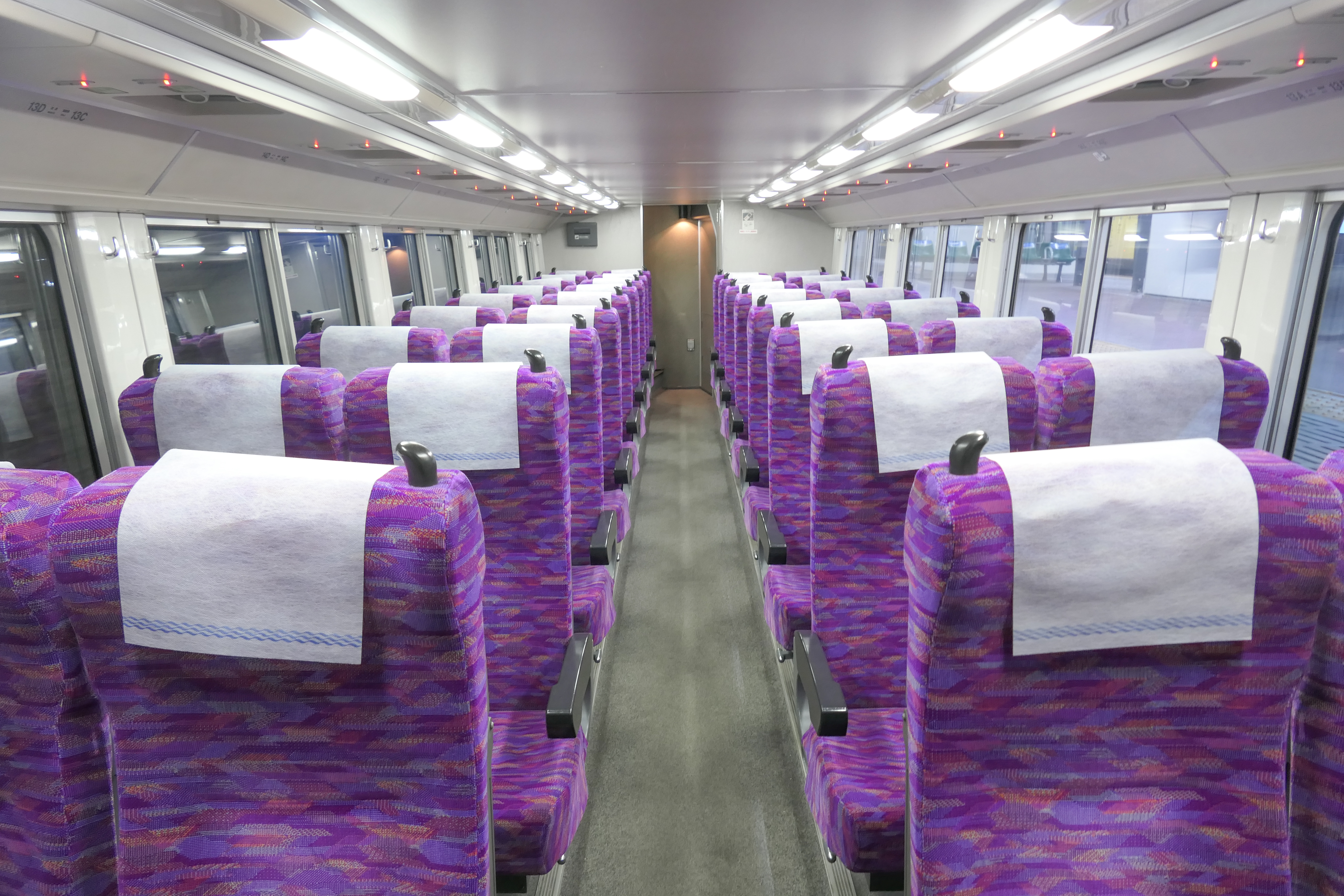
グリーン車の1階の車内
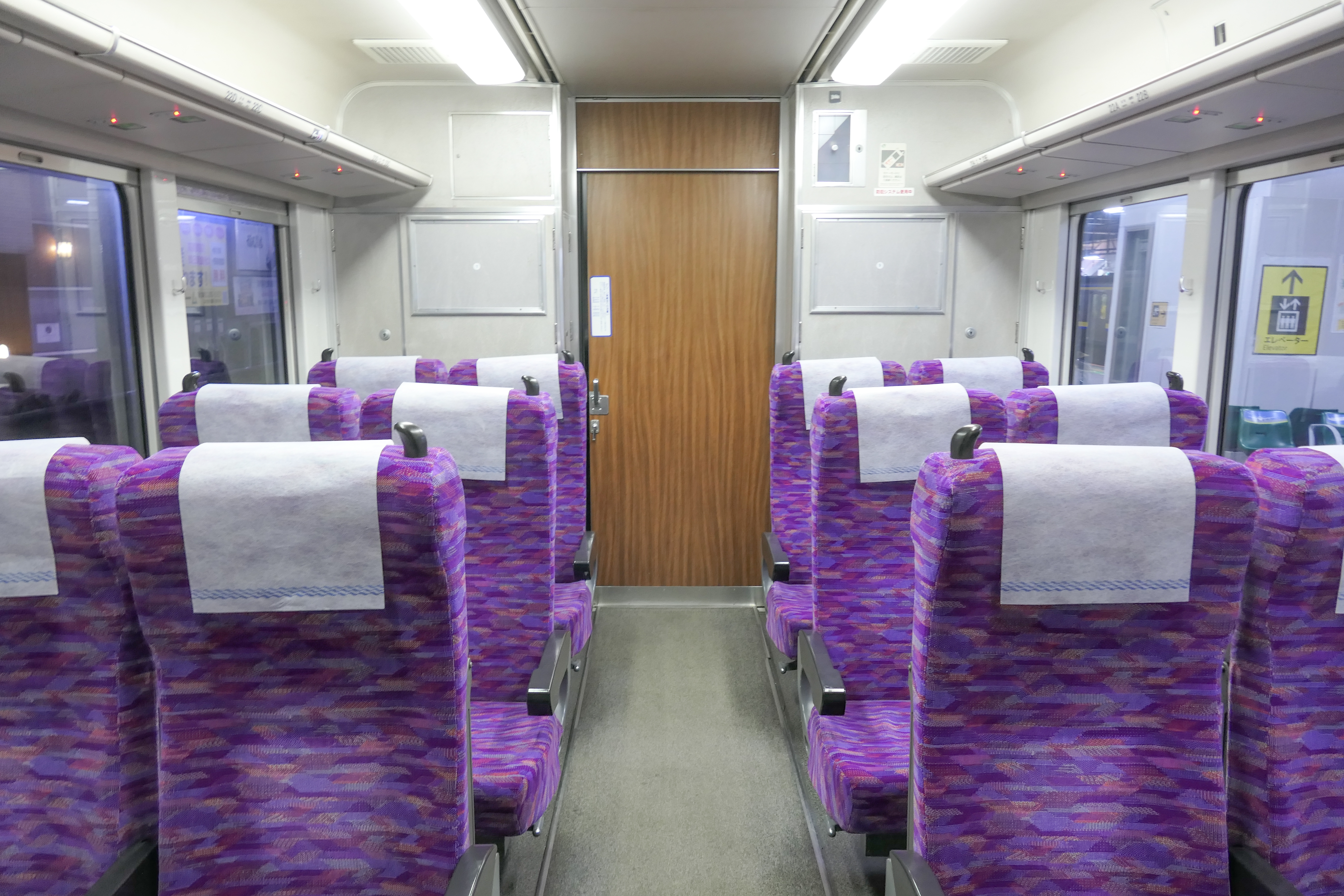
グリーン車平屋席の車内

### 113系との併結計画
本系列の落成時の量産先行車の基本編成第2編成（東フナF-02編成→横クラY-2編成）のクハE216-2002号車（ただし、トイレ設備の先頭車差し換えで現在は付属編成Y-142編成の久里浜方先頭車に移動）には113系と連結して運転をするための異車種併結読換装置を搭載した。これは将来的に113系と本系列を連結した運転を行うことを想定して試験的に搭載したもの。
この装置は
- 力行指令読み換え（VVVFインバータ - 抵抗制御間）
- ブレーキ指令読み換え（電気指令ブレーキ - 電磁直通ブレーキ）
- サービス関係指令読み換え（戸閉回路・連絡と放送回路・冷暖房制御・室内灯制御）

から構成される。
さらに制御伝送装置にも制御伝送読換装置を搭載するほか、113系との併結用にKE70形ジャンパ連結器を装備している。なお、113系を併結した場合は本系列の性能から113系に合わせた性能に切り換えられる。
実際に113系との併結試運転は行われ、現在も機器は搭載されているものの使用されていない。

## 形式
モハE217形：千葉（東京）方中間電動車。本形式のみパンタグラフを搭載。
- 0番台：セミクロスシート車。基本編成の9号車（鎌倉・国府津）。
- 2000番台：ロングシート車。基本編成の3号車（鎌倉・国府津）、付属編成の増3号車（鎌倉）・13号車（国府津）。

モハE216形：久里浜（熱海）方中間電動車。
- 1000番台：ロングシート車。基本編成の8号車（鎌倉・国府津）。モハE217形0番台とユニットを組む。
- 2000番台：ロングシート車。基本編成の2号車（鎌倉・国府津）、付属編成の増2号車（鎌倉）・12号車（国府津）。

クハE217形：千葉（東京）方制御車。
- 0番台：セミクロスシート車。基本編成の11号車（鎌倉）・10号車（国府津）。国府津所属車両には電気連結器装備。トイレ設置（鎌倉・国府津）。
- 2000番台：ロングシート車。付属編成の増4号車（鎌倉）・15号車（国府津）。電気連結器装備。

クハE216形：久里浜（熱海）方制御車。
- 1000番台：ロングシート車。一部を除く基本編成の1号車のトイレ設備の変更による組替。付属編成の増1号車（鎌倉）・11号車（国府津）。和式トイレ設置。国府津所属車両には電気連結器装備。
- 2000番台：ロングシート車。基本編成の1号車（鎌倉・国府津：車いす対応トイレ設置）、一部の付属編成の増1号車[注 8]（鎌倉：和式トイレ設置）。電気連結器装備。

サハE217形：付随車。
- 0番台：セミクロスシート車。基本編成の10号車（鎌倉）、付属編成の14号車（国府津）。
- 2000番台：ロングシート車。基本編成の6・7号車（鎌倉・国府津）。

サロE217形（0番台）：付随車。千葉（東京）方グリーン車。久里浜（熱海）方に洋式トイレ設置。
サロE216形（0番台）：付随車。久里浜（熱海）方グリーン車。千葉（東京）方に乗務員室設置。

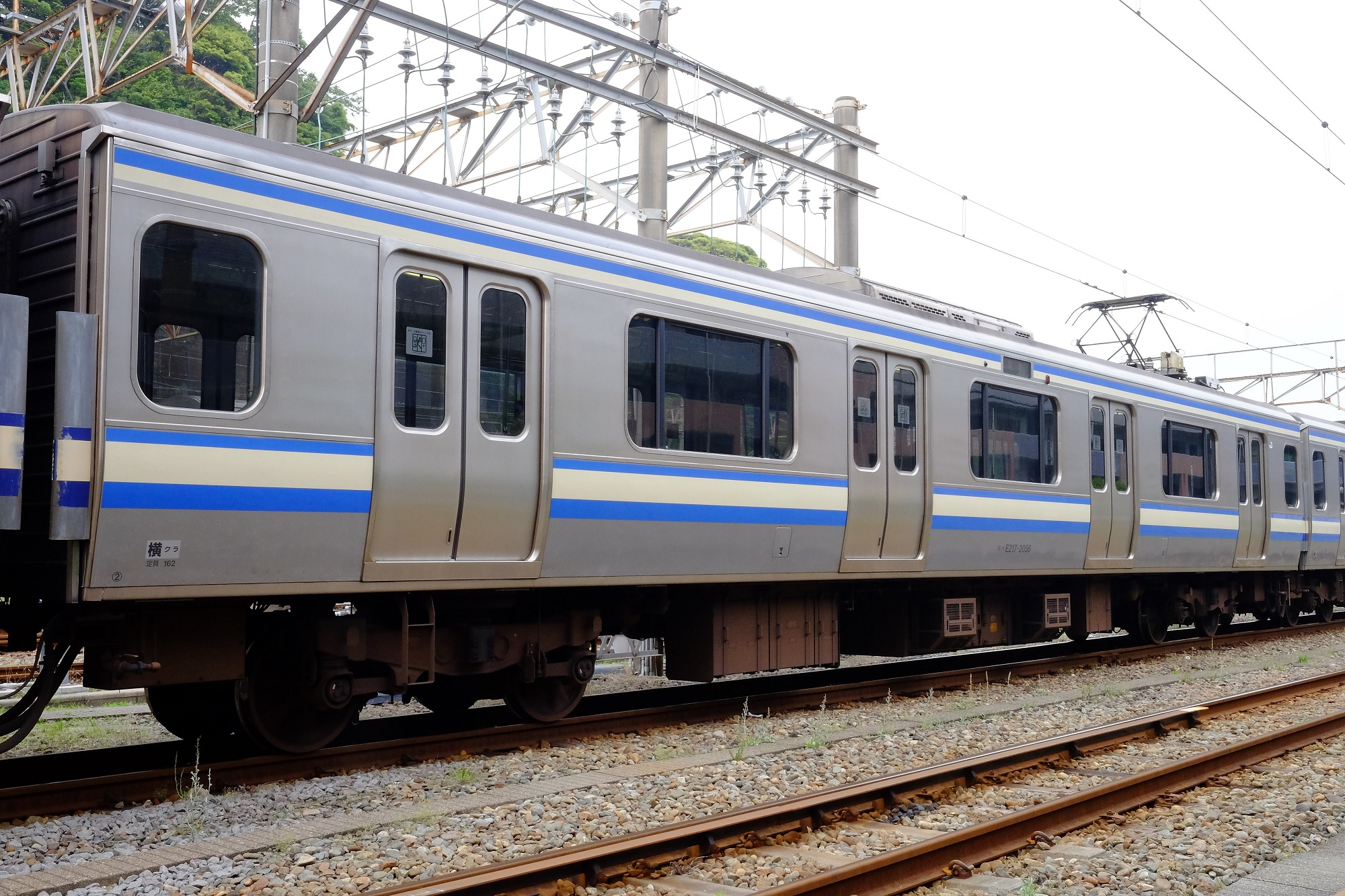
モハE217
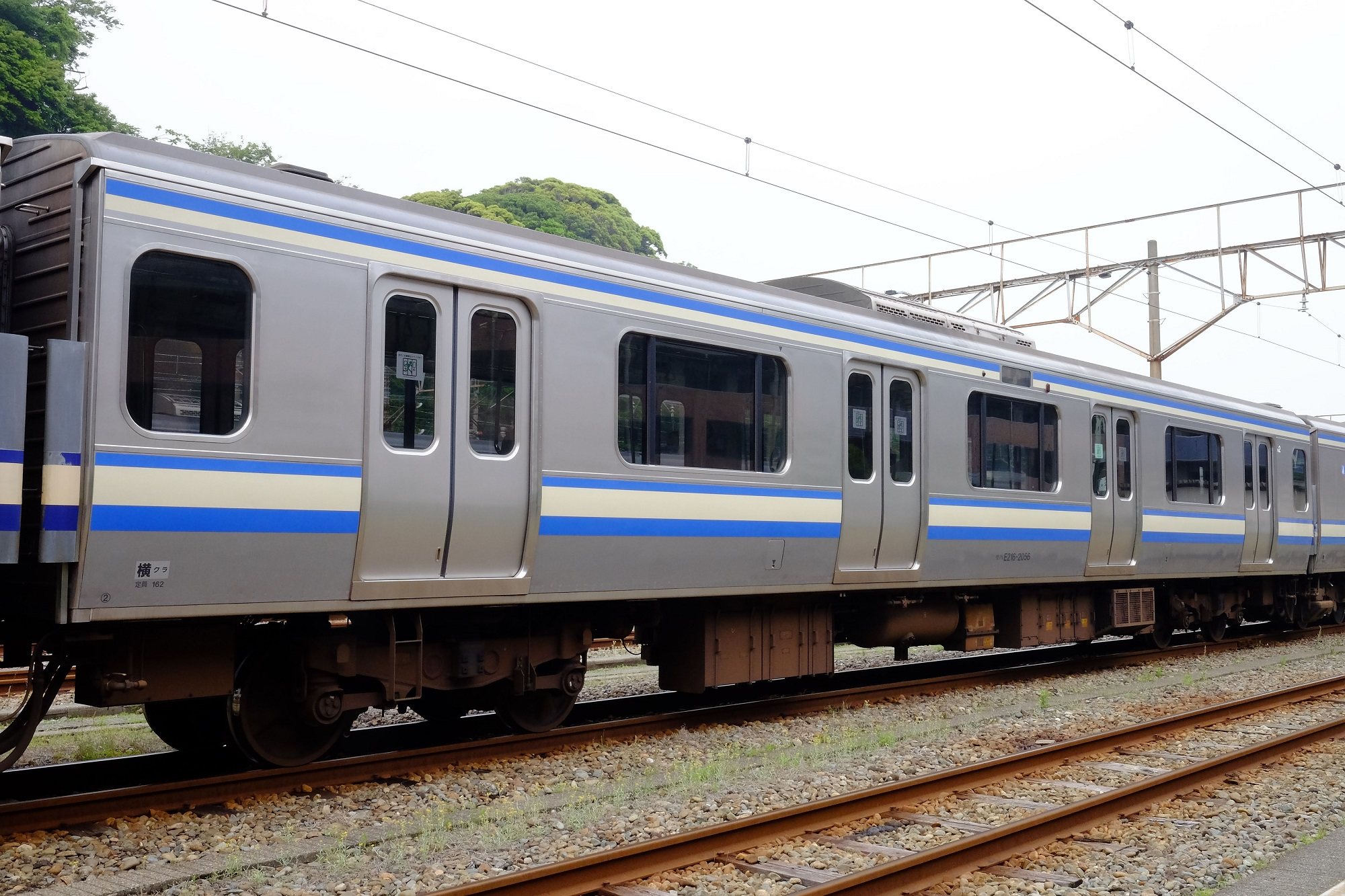
モハE216
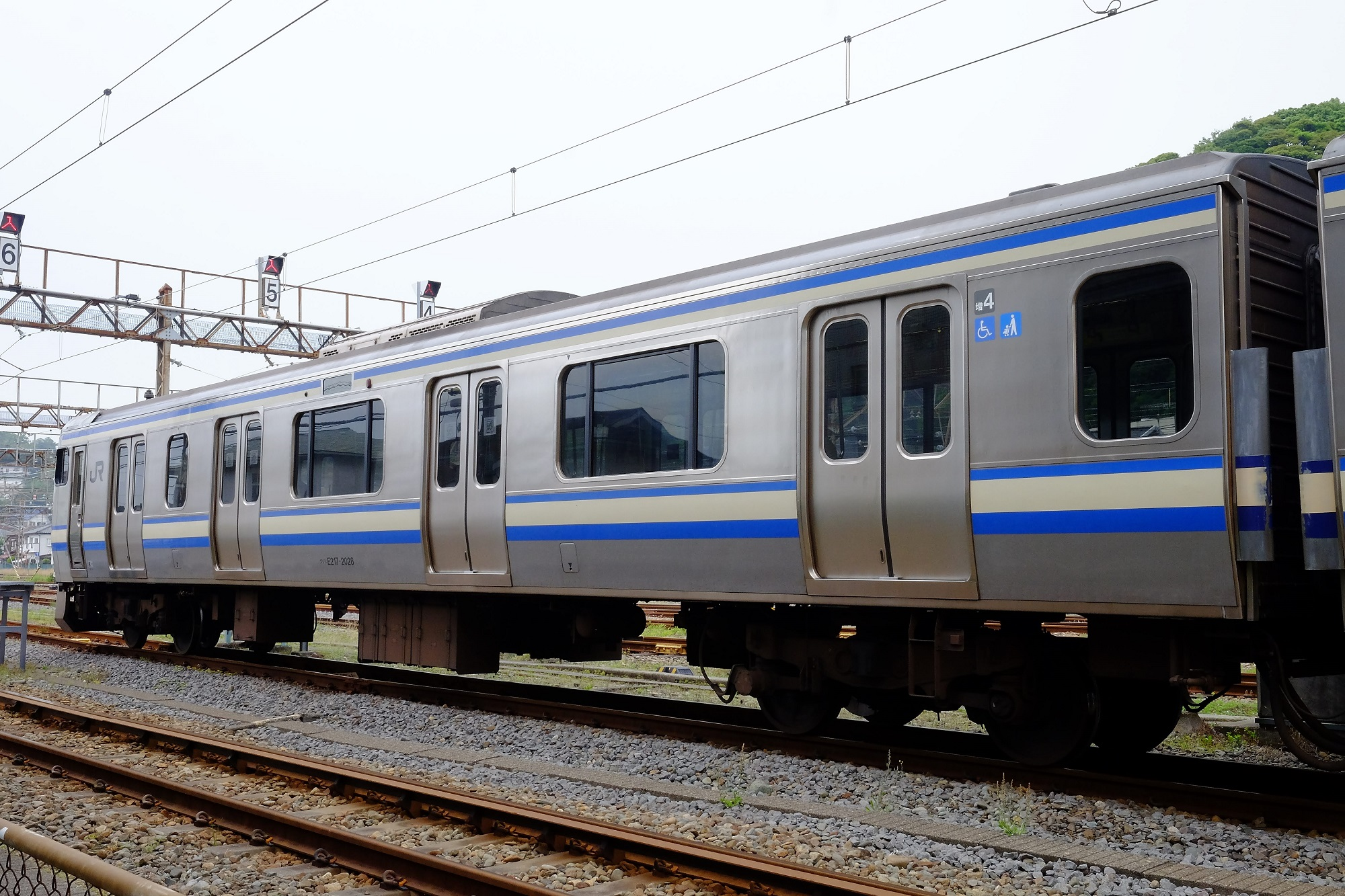
クハE217
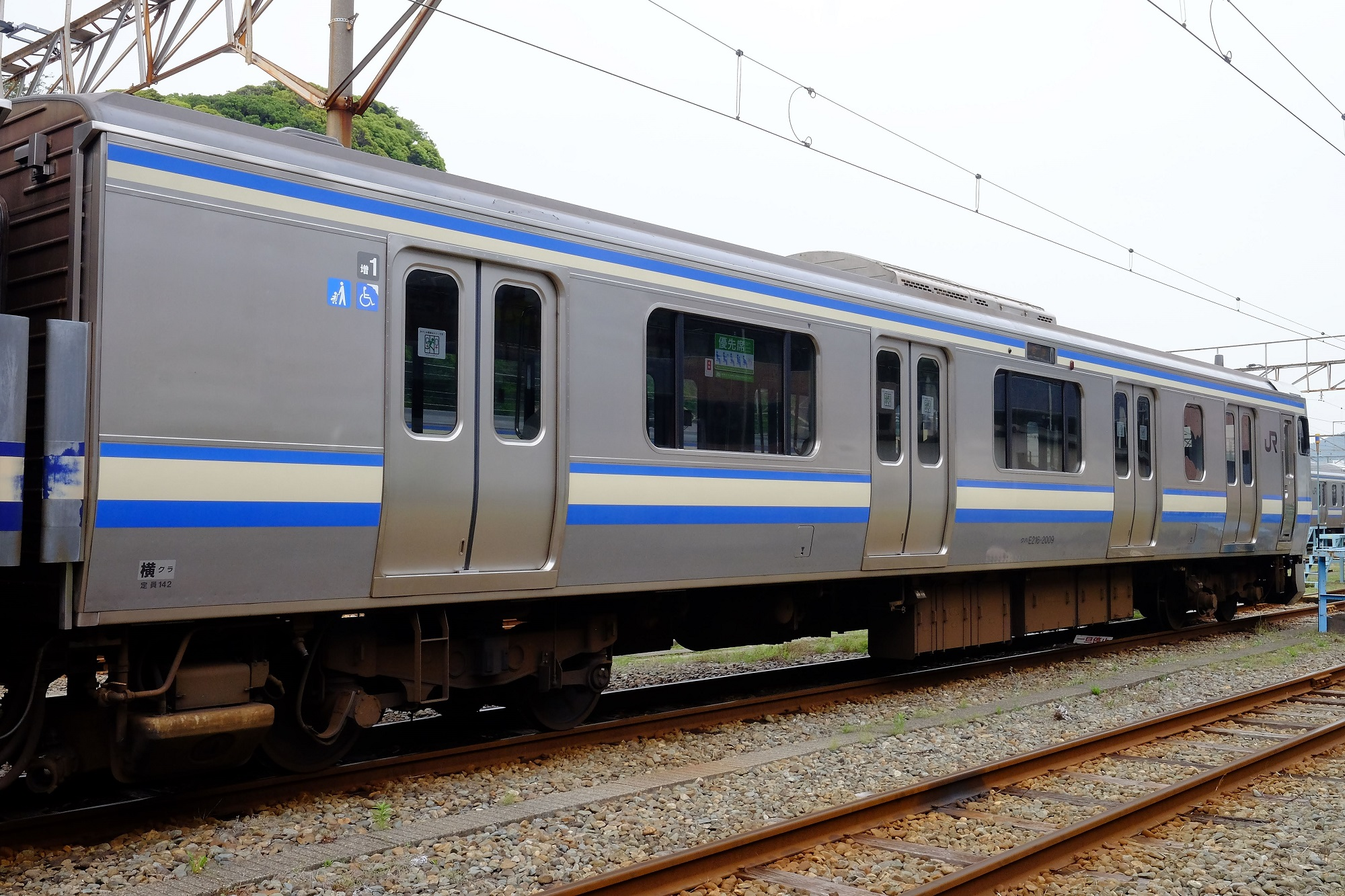
クハE216
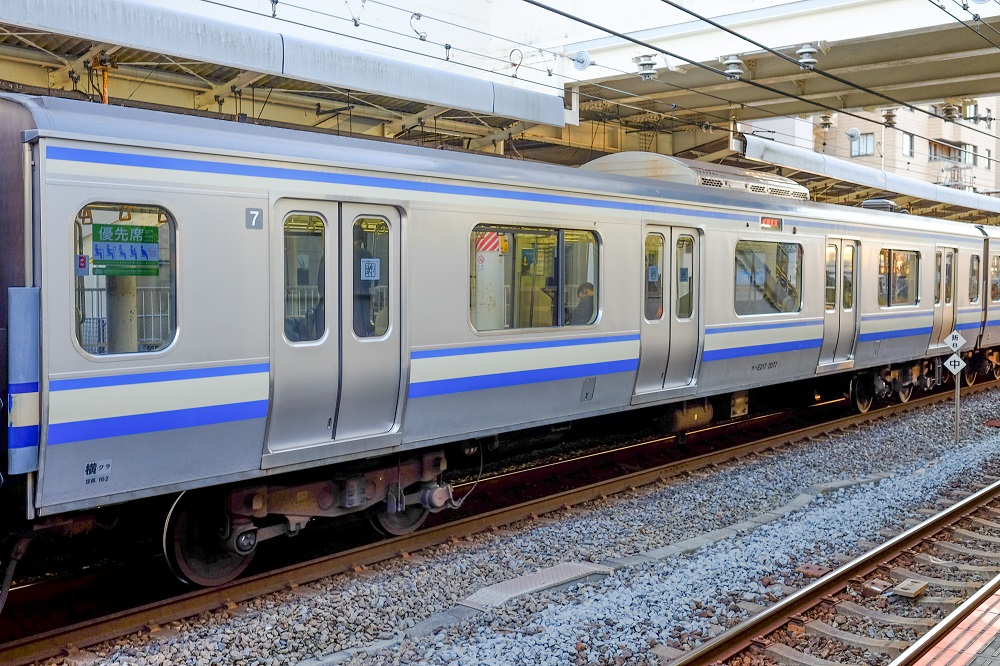
サハE217

## 次車別概説
本項目では製造された順番に第01・02編成…と記載をする。なお、2006年3月の鎌倉車両センター発足と一部編成の国府津車両センター転属以降における編成表記（第・・編成）は現行の編成番号（Y…編成）と一致する。下記の次車分類は本文中に用語として用いる。
- 例：第05編成は鎌倉車両センター基本Y-05編成と付属Y-105編成、第36編成は鎌倉車両センター基本Y-36編成と付属Y-136編成。

ただし、後述するトイレ設備に関する先頭車の差し換えにより、基本編成と付属編成のクハE216形2000番台は次車の異なる編成に組まれているものがある。
- 1次車（1994年度製）基本・付属第01・02編成（30両）
量産先行車[18]。15両は1994年12月3日ダイヤ改正時の総武快速線の列車増発用、15両は113系老朽車取り替え用として製造された[18]。当初は非常用ドアコックの使用方法などのステッカーが従来車と違ったものになっていた。
- 2次車（1995年度製）基本・付属第03 - 12編成（150両）
量産型 前面ステップ形状変更、車内の仕様を一部変更（前述）。床下蓄電池箱を軽量化した[12]。
側面2か所のドア解錠ハンドルに電気的に片側全扉の解錠機能を持たせることで、1次車では車端部妻面に設置していた一斉解錠ハンドルを廃止した[12]。
第12編成以降東急車輛製普通車の側構体と屋根構体の接合方法変更、非常用ドアコックの蓋形状変更、幕板の溶接跡が目立たない工法に変更。
- 3次車（1996年度製）基本・付属第13 - 21編成（135両）
電動空気圧縮機の静音化、第18編成以降東急車輛製普通車のドアレールの水抜き穴の数を2つから1つに変更。
- 4次車（1997年度製）基本・付属第22 - 25編成（60両）
新津車両製作所製の車両が加わる（4次車すべて・2階建てグリーン車は東急車輛製造製）。基本編成のトイレ設備変更、車内案内表示器の仕様を一部変更。
- 5次車（1997年度製）基本・付属第26 - 30編成（75両）
第29編成以降川崎重工製普通車のドアレールの水抜き穴の数を2つから1つに変更。
4・5次車の計135両のうち、90両は大船電車区に、45両が初めて幕張電車区に配置された[18]。
- 6次車（1998年度製前半）基本・付属第31 - 37編成（105両）
汚物処理装置の仕様を若干変更。全編成が新津車両製作所製（2階建てグリーン車除く）。
- 7次車（1998年度製後半）基本・付属第38 - 40編成（45両）
前面貫通扉廃止・側面行先LED化、側窓構造変更、主電動機形式変更、東急車輛製普通車の冷房装置の車内側ユニットを川崎重工製と同一形状に変更。
- 8次車（1999年度製）基本第41 - 51編成・付属第41 - 46編成（145両）
クハ217-2000の速度計をATC非対応のものに変更、ドア上部の点検フタの手かけ廃止。全編成が新津車両製作所製（2階建てグリーン車除く）。

引き続いて、国府津電車区（現・国府津車両センター）配置の東海道線の113系置き換え用として本系列の投入が検討されたが、E231系の投入計画が浮上したため実現しなかった。ただし、後述する東海道線への転用があり、湘南色の本系列が実現した。

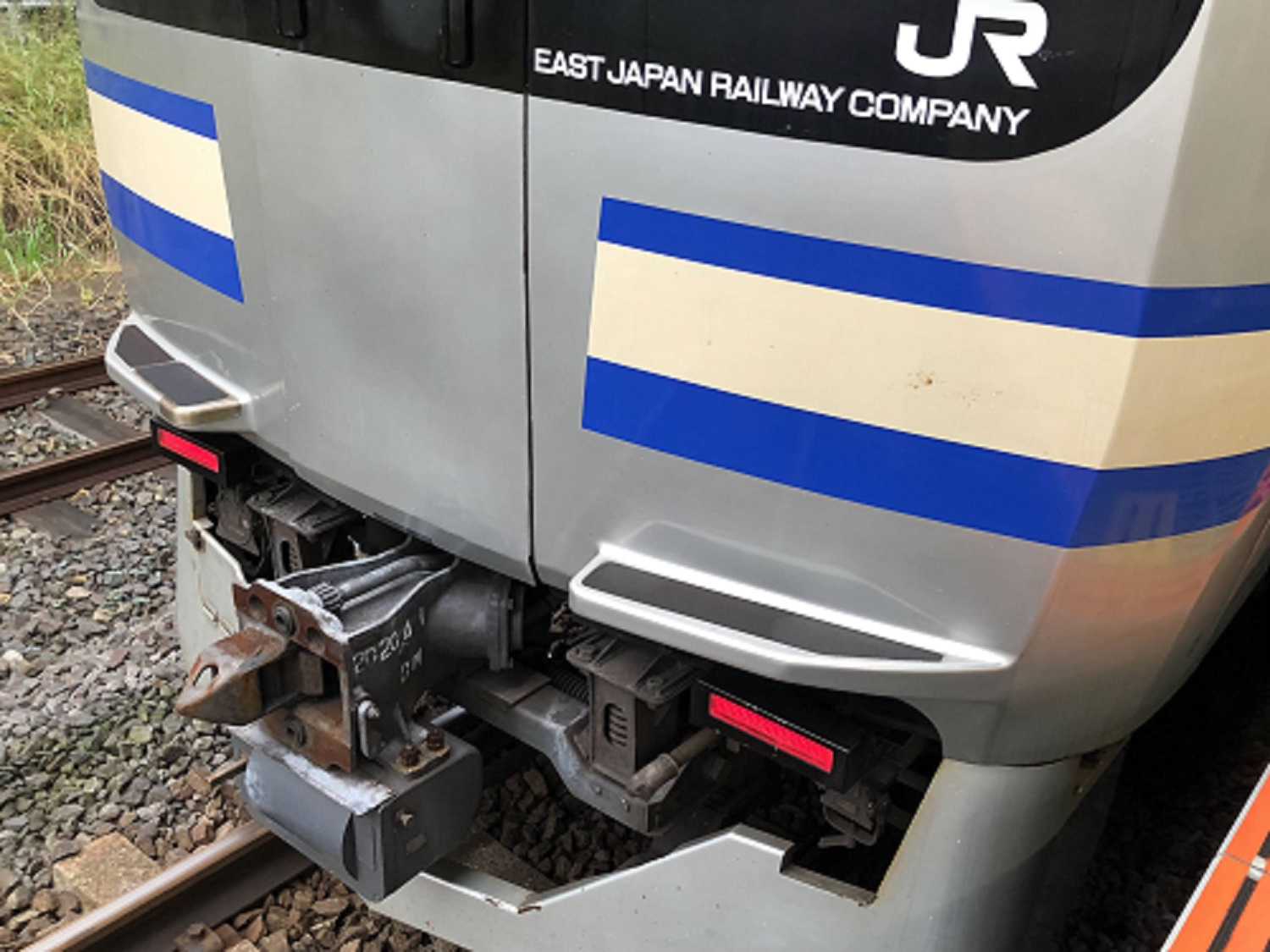
1次車,量産先行車。前面下部のステップの形状が異なる。
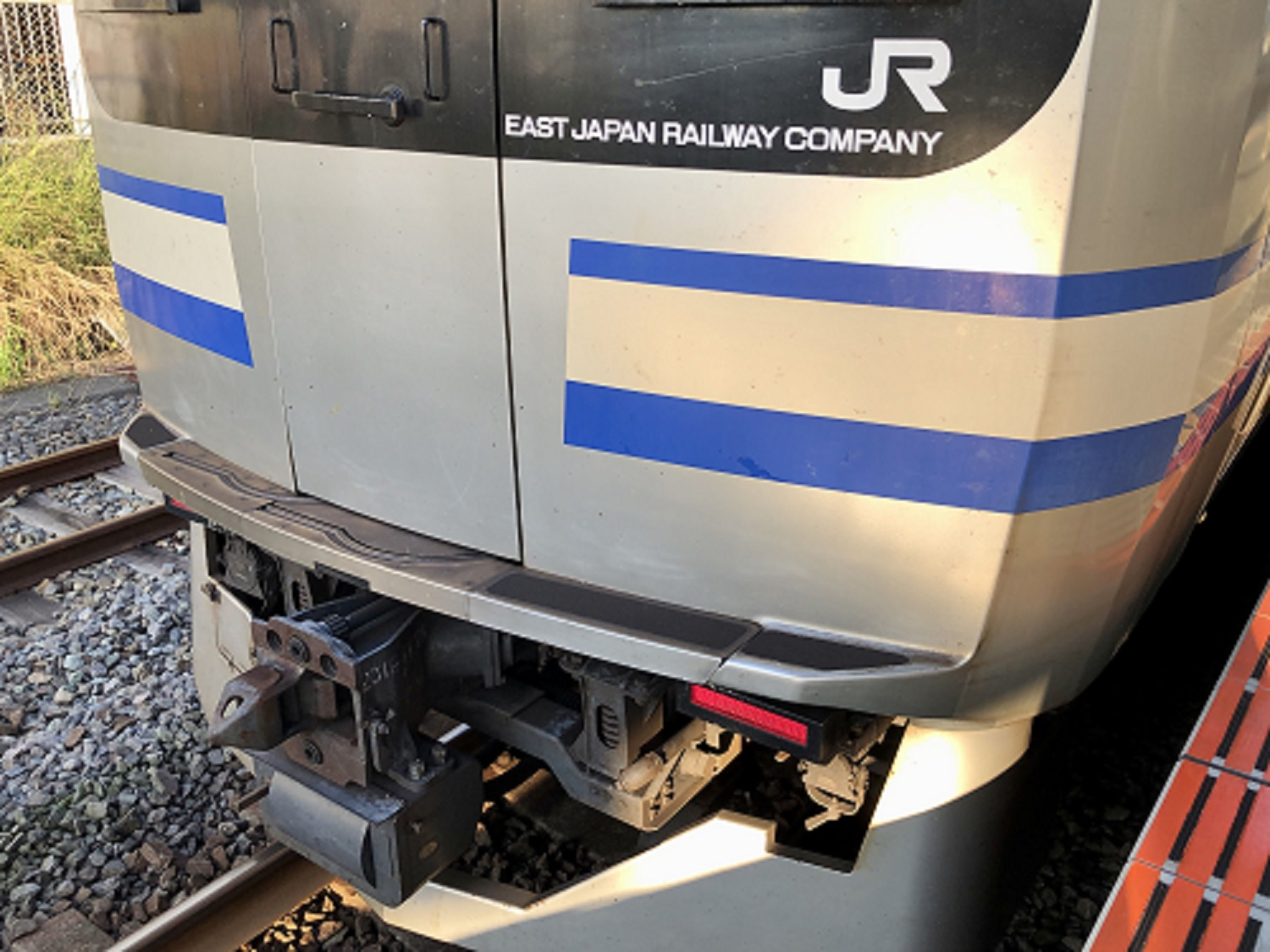
2-6次車までは貫通扉が設置されている。
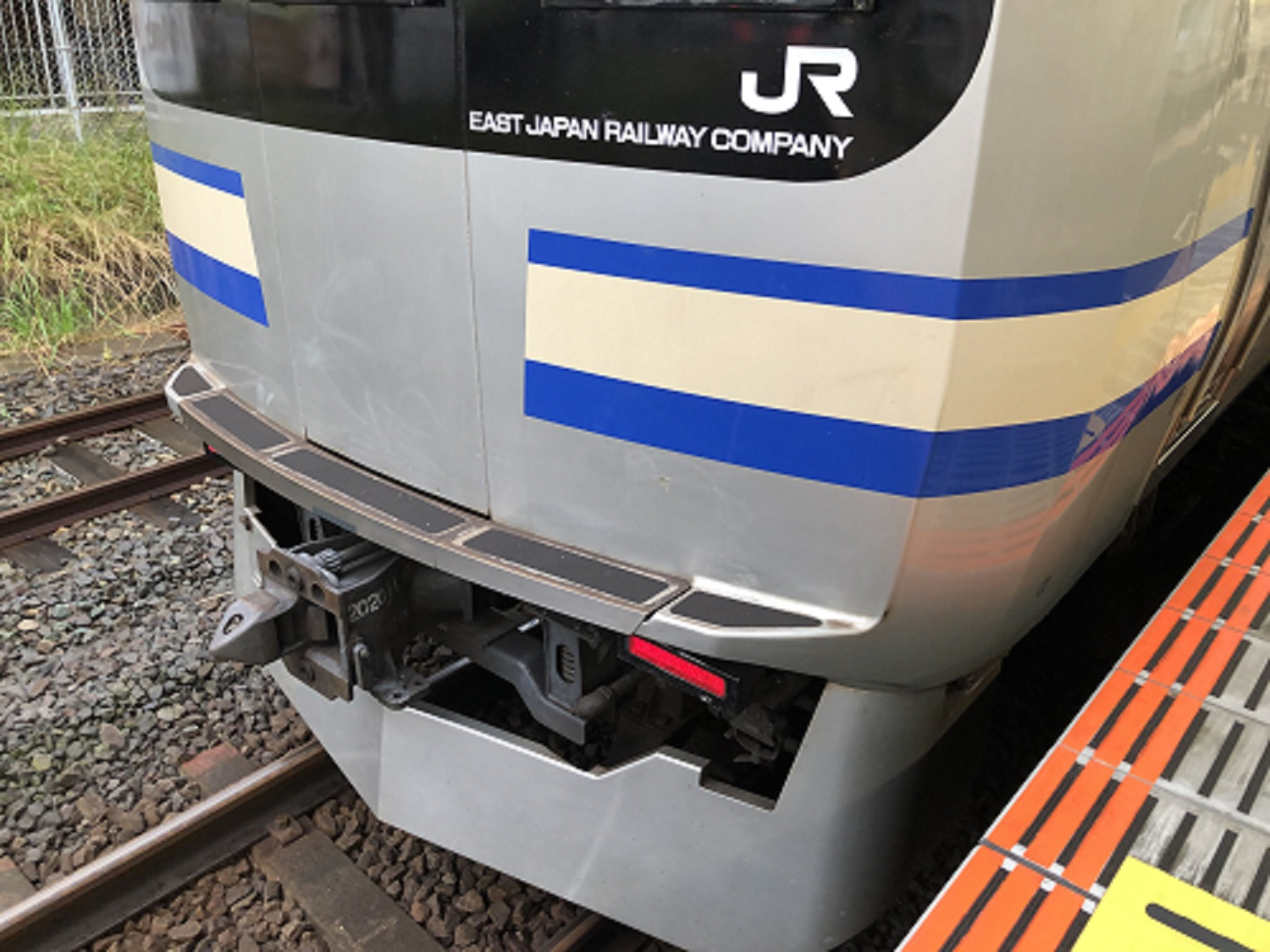
7-8次車。貫通扉が廃止されたため、ステップ上のドアレールが存在しない。

## 改造
2007年度より制御装置などの機器類の更新と二重化、自動放送機能および客用扉の「3/4閉」スイッチを整備することが、2006年12月5日付のJR東日本のプレスリリースで発表された。

### 機器更新
本系列も2007年時点で初期車の製造から13年が経過したため、電子機器の劣化を考慮して車体保全（走行距離240万キロメートル以内に実施する定期検査）に合わせて主要な機器類について装置一式を更新することとなった。この更新工事は2007年度から開始した。施工は東京総合車両センターで実施され、2012年7月をもって全編成の更新が完了した。
施工内容は以下のとおり。
- VVVFインバータ制御装置
  - 従来のGTOサイリスタを用いたSC41B形からIGBT素子を使用したSC88形[20]に更新。
- 補助電源装置（静止形インバータ）
  - 従来のGTOサイリスタを用いたSC37A形からIGBT素子を使用したSC89形に更新（東洋電機製造製）[21][20]。JR東日本E233系電車などで採用している待機2重系のシステムである[21]。
- ATS-P制御装置の更新
- ブレーキ制御装置の更新
- 制御伝送装置のハードウェアとソフトウェアを更新し、MON8形からMON19形にバージョンアップを行った。
- 電気式戸閉装置の更新

その他、ラインカラーの青15号部分が青20号に変更され、窓上の帯が元の三段帯から二段帯に変更された。あわせて前面の「E217」ロゴを撤去し、E233系と同じスタイルのJRロゴと「EAST JAPAN RAILWAY COMPANY」表記に改めている（写真参照）。
また2009年2月以降に更新した編成から、スカートを強化型のものに交換されており、それ以前に更新を受けた編成や未更新編成も2010年までに順次交換された。
この機器更新の際、鎌倉車両センターに配置されている予備編成が不足することから、E233系3000番台基本10両＋付属5両編成1本を国府津車両センターに配置し、捻出された1本（F-02＋F-52編成）は機器更新工事をした上で鎌倉車両センターに再配置した。その後F-01＋F-51編成も鎌倉車両センターへ再配置される際に機器更新が行われたが、F-03＋F-53編成は東海道線仕様のまま機器更新工事が実施された。
付属編成は2012年1月25日に更新をしたF-53（現Y-103）編成を以って完了した。基本編成はY-21編成が2012年7月31日付で更新を完了したことに伴い、本系列の機器更新工事は完了した。

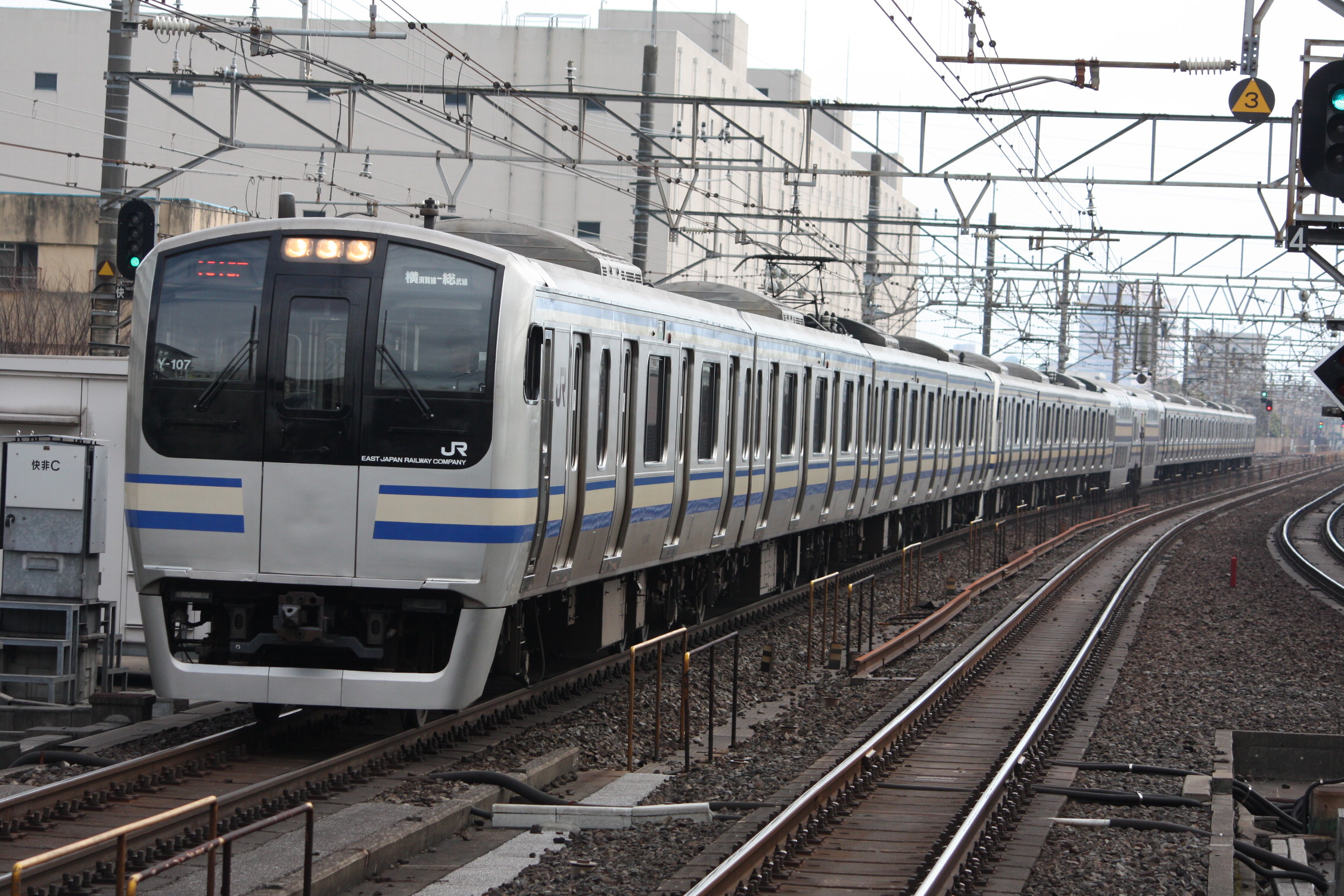
機器が更新されたE217系（前4両）。前面のロゴや塗装も変更されているが、スカートは未更新。後方の11両基本編成は未更新塗装。
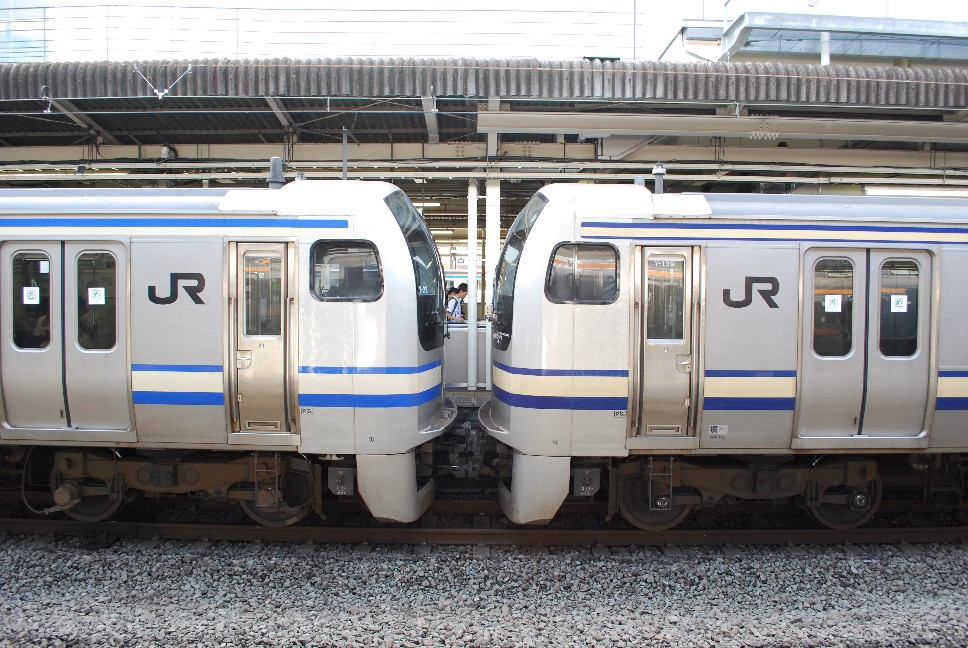
機器および帯色が更新された車両（左）と未更新の車両（右）の比較。しかしこのどちらもスカートは未更新。
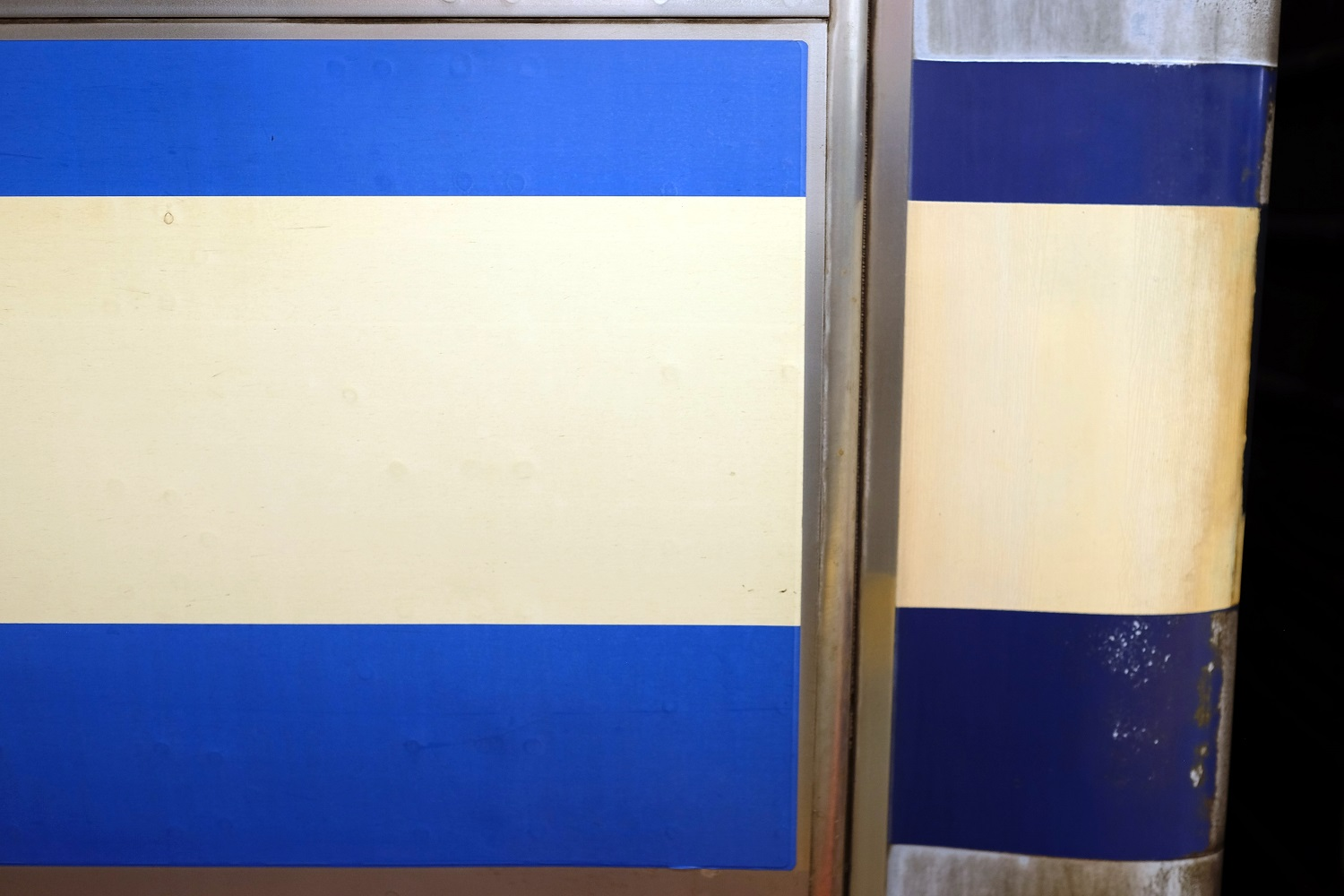
転落防止幌の帯色は現在も旧塗色のまま。
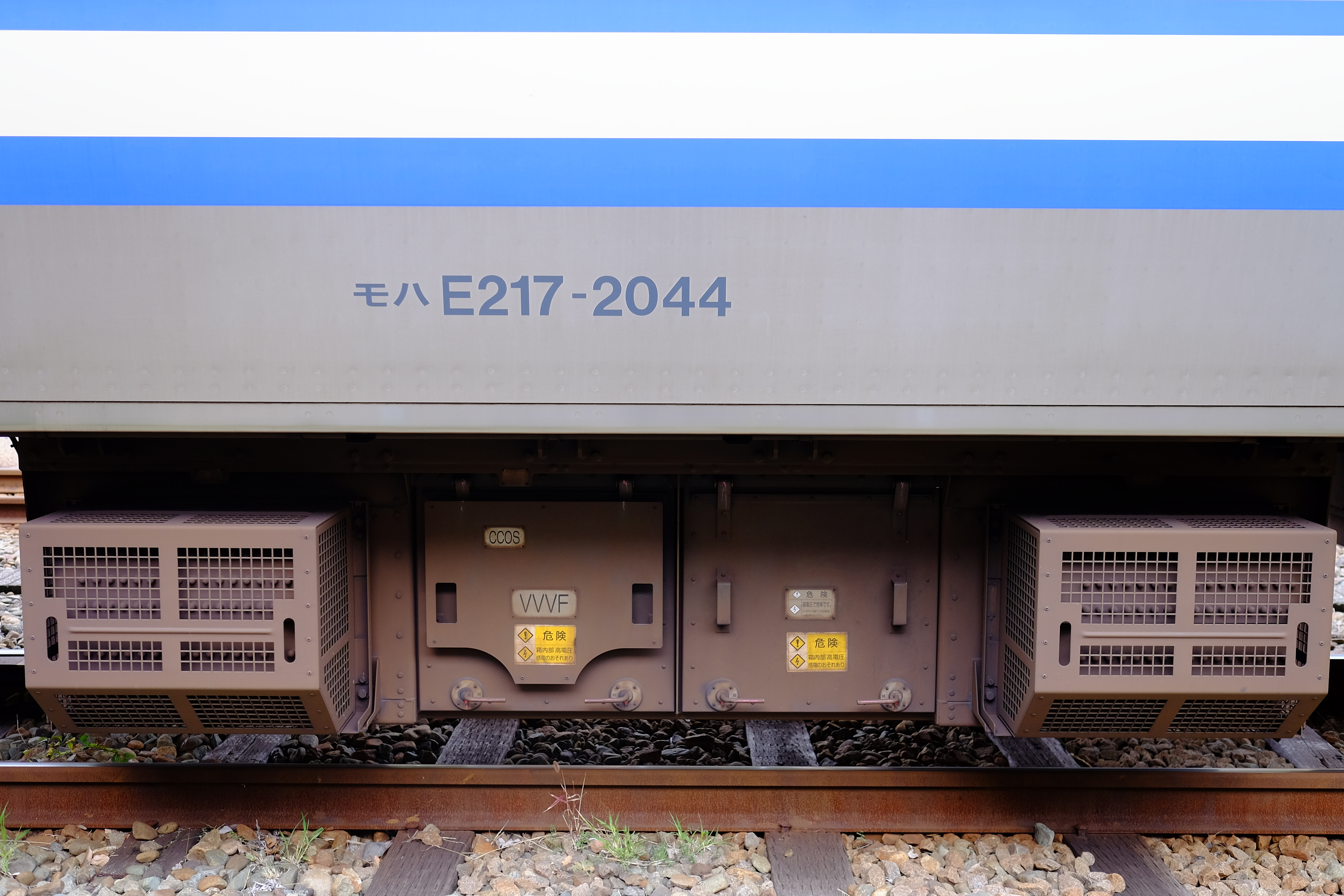
機器更新後のSC88形VVVFインバータ装置
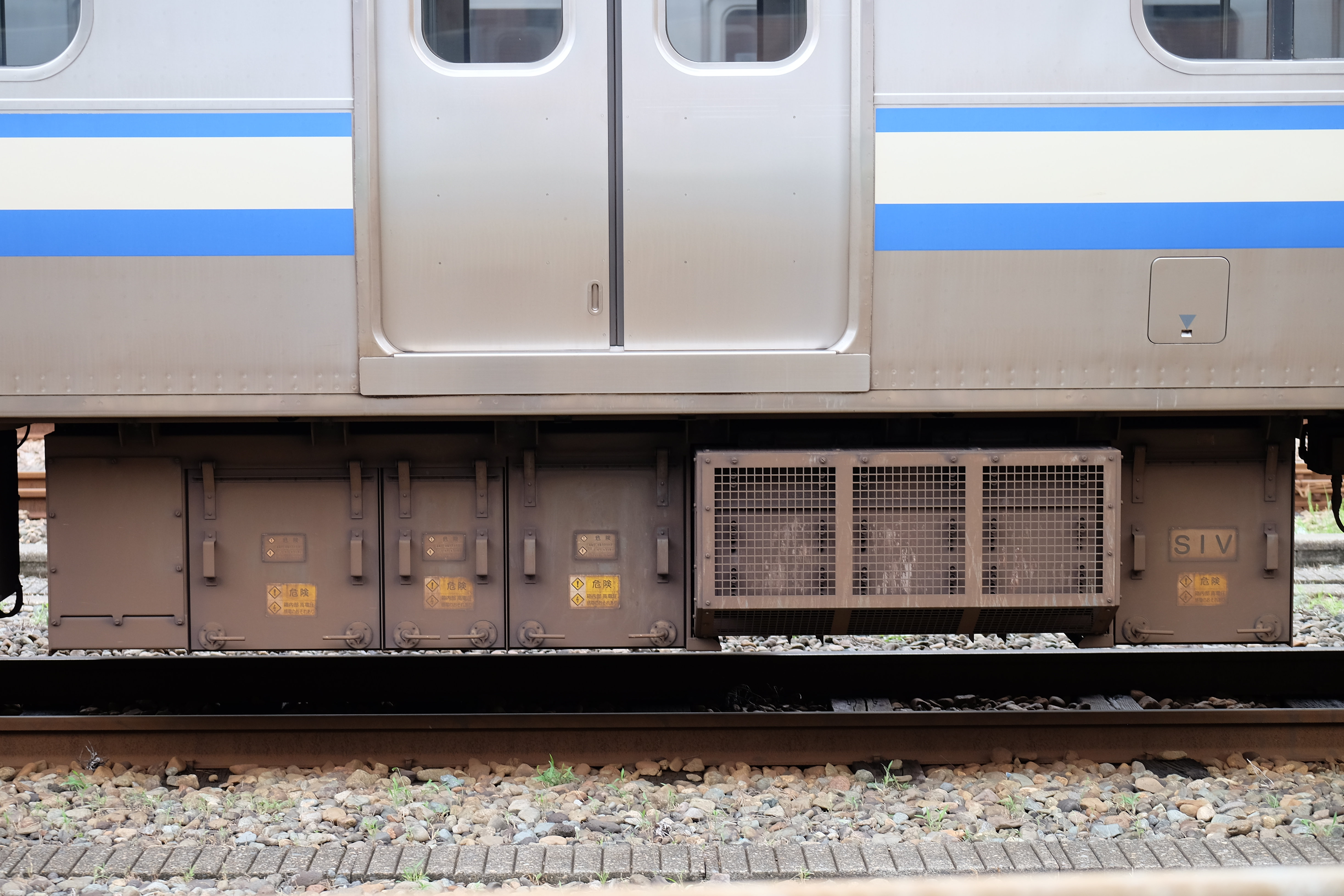
機器更新後の待機2重系SC89形静止形インバータ装置
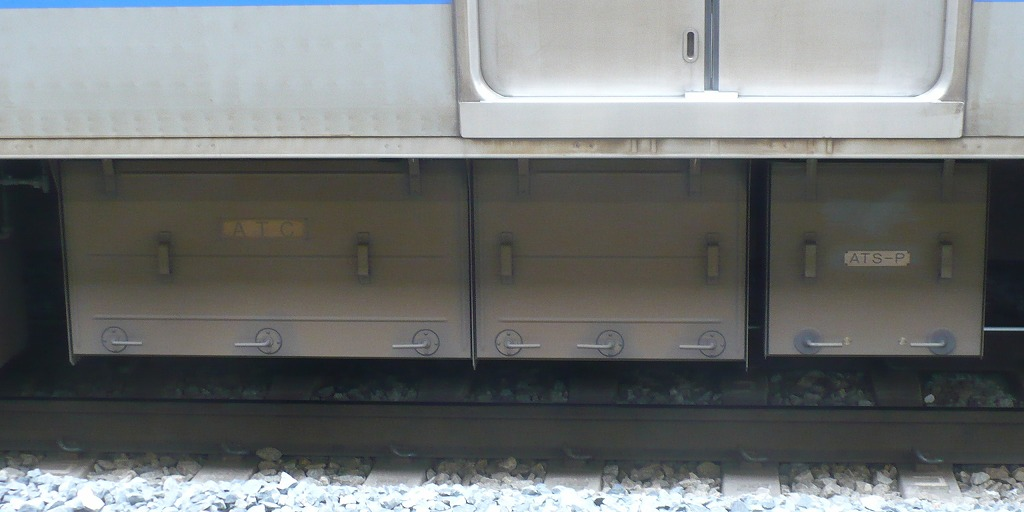
使用停止中のATC装置（左）と更新後のATS-P制御装置

### その他

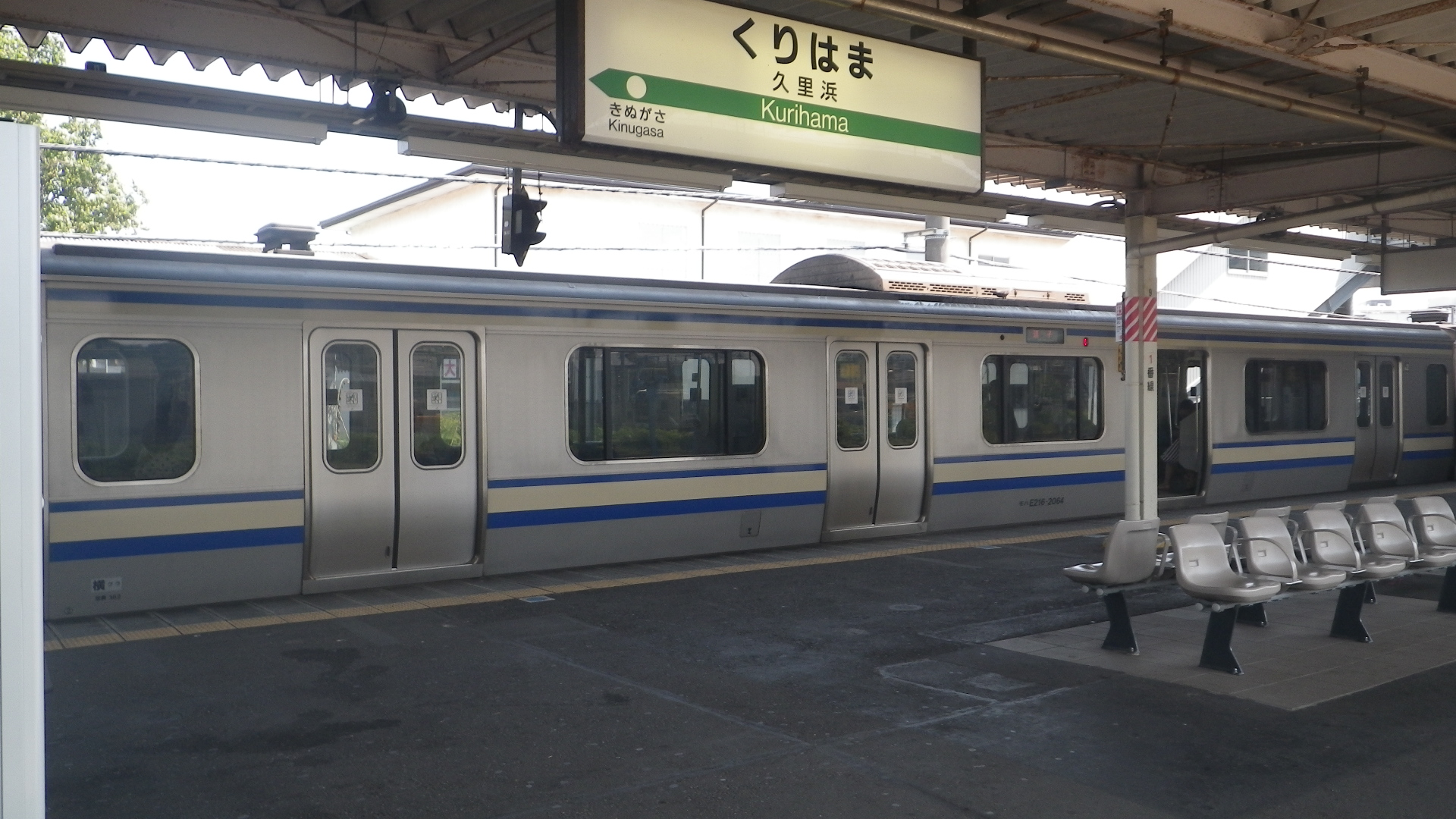
E217系の3/4閉スイッチを使用したドアカット

- 一部の編成では「3/4閉」スイッチの設置が施工されている。また、2007年末から自動放送装置の設置工事が行われている[25]。
- 制御装置の更新と並行して、走行中の車内案内表示器の表示内容を順次変更している[要出典]。
- 2009年 - 2010年内に、全先頭車の前面排障器（スカート）を強化型のものへ交換した[24]。
- 2008年度より、グリーン車の各出入口と業務用室前への防犯カメラが取り付けられた[26]。無線連携電源部とホームドア分離出発スイッチ(赤枠線内)

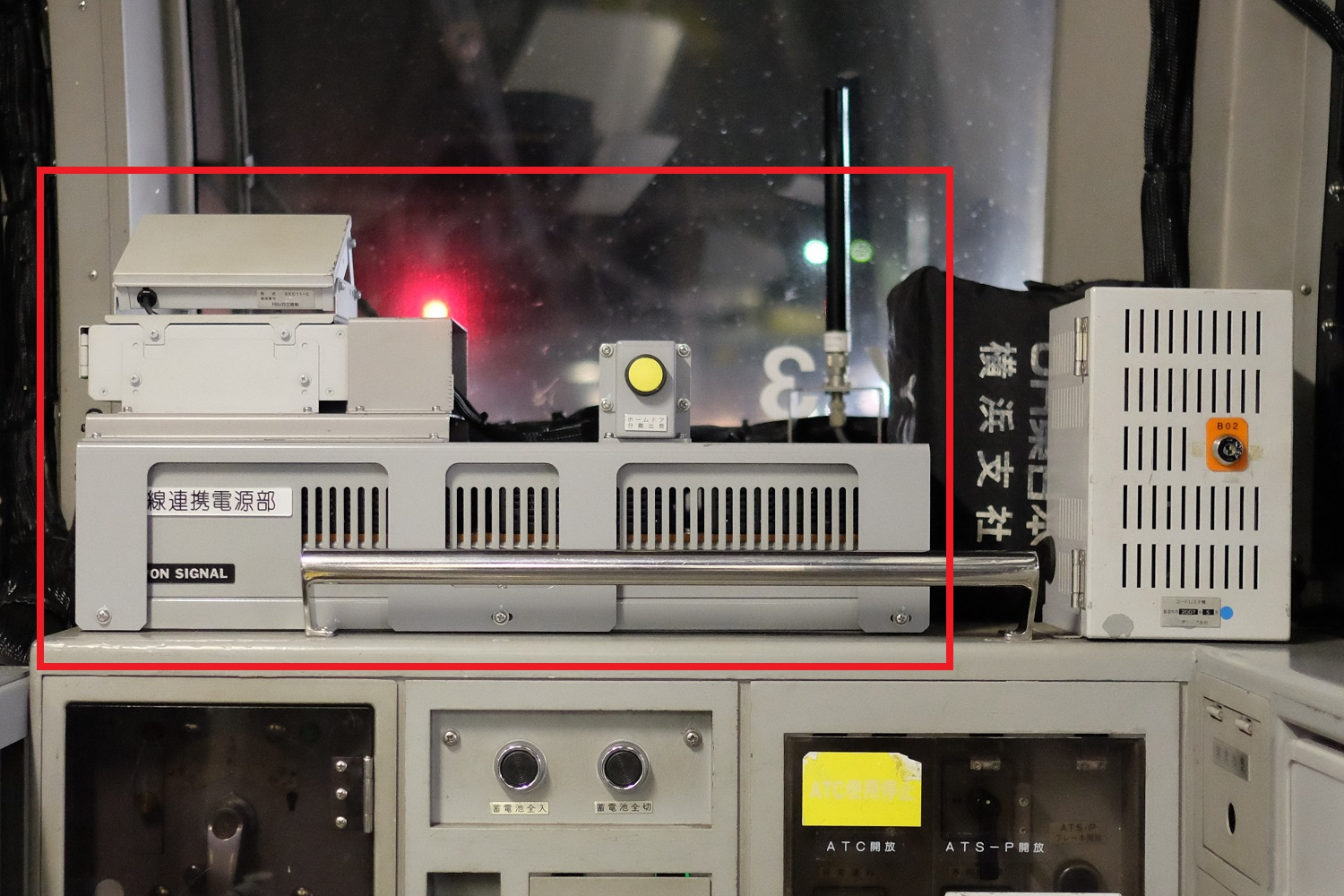
無線連携電源部とホームドア分離出発スイッチ(赤枠線内)

- 総武快速線新小岩駅への無線連携式ホームドア設置に関連して、本車両に無線連携UHF受信部・LFアンテナ・分離開扉スイッチ・分離出発スイッチ・記録部・継電器部の取り付けが行われるとともに、これら装置の取り付けに際し支障した非常はしごの取り換えが行われた[17]。

## 運用

### 横須賀線・総武快速線

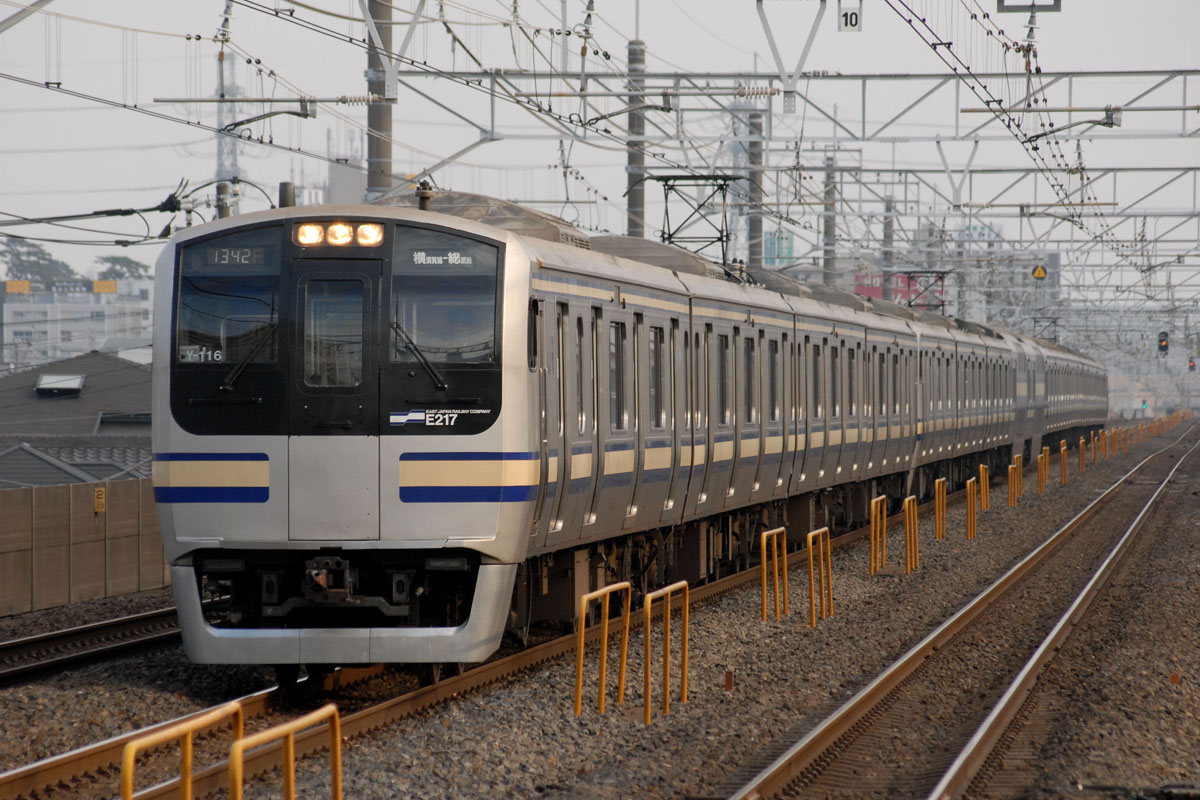
機器更新前のE217系

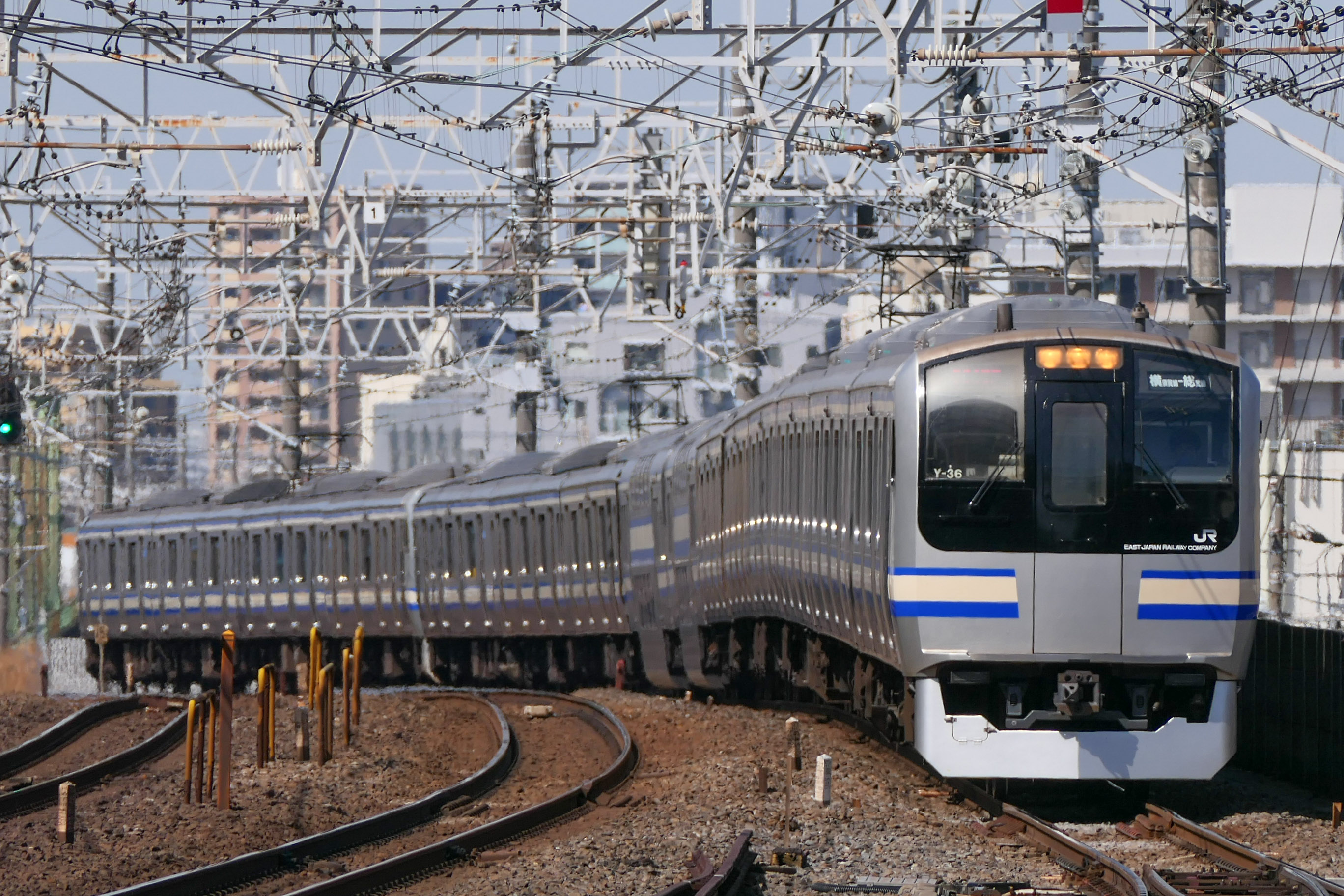
総武快速線を走行するE217系

1994年より横須賀線・総武快速線用に投入された編成は、グリーン車を含む11両の基本編成と4両の付属編成で構成される。基本編成の電動車と付随車の比率（MT比）は4M7T、付属編成のMT比は 2M2T。帯色は「横須賀色（スカ色）」を継承した、クリーム1号■と青20号■（機器更新前は青15号■）の組み合わせ。
横須賀線・総武快速線の編成は、113系時代より東海道本線とは異なり基本編成が東京方・付属編成が久里浜方となっている。これは分割・併結を行う逗子駅の構内配線の都合によるもの。
2024年8月1日現在、鎌倉車両センターに基本編成11本（111両）と付属編成11本（44両）の計155両が配置されている。以前は同所と幕張車両センターに分散配置されていたが、2006年3月18日改正で鎌倉に集約された。これに伴い編成番号表記も従来の「F-○○」（鎌倉）「R-○○」（幕張）から「Y-○○」に変更された。なお、幕張での車両留置は引き続き行われている。
運用区間は横須賀線・総武快速線を中心とするが、総武本線千葉 - 成東間、成田線佐倉 - 成田空港・香取間、鹿島線香取 - 鹿島神宮間、内房線蘇我 - 君津間、外房線千葉 - 上総一ノ宮間にも入線する。
1999年（平成11年）10月19日より総武快速線錦糸町 - 千葉間で、2004年（平成16年）10月16日のダイヤ改正より横須賀線西大井 - 大船間でそれぞれ最高速度120 km/hでの運転を開始した。
以前は付属編成が夜間帯に総武本線千葉 - 成東間の普通列車に間合い運用として入っていた時期もあったが、下り列車の混雑が非常に激しかったため、113系6両編成に置き換えられた。これ以降、一部の分割併合列車を除き房総各線のローカル列車に付属編成が単独では使用されなくなった。
2001年（平成13年）12月1日改正から2004年10月16日改正までは、215系とともに、湘南新宿ラインの横須賀線 - 新宿折り返し運用も存在した。前面種別幕は、新宿行き列車では「普通」と表示された。

#### E235系による置き換え

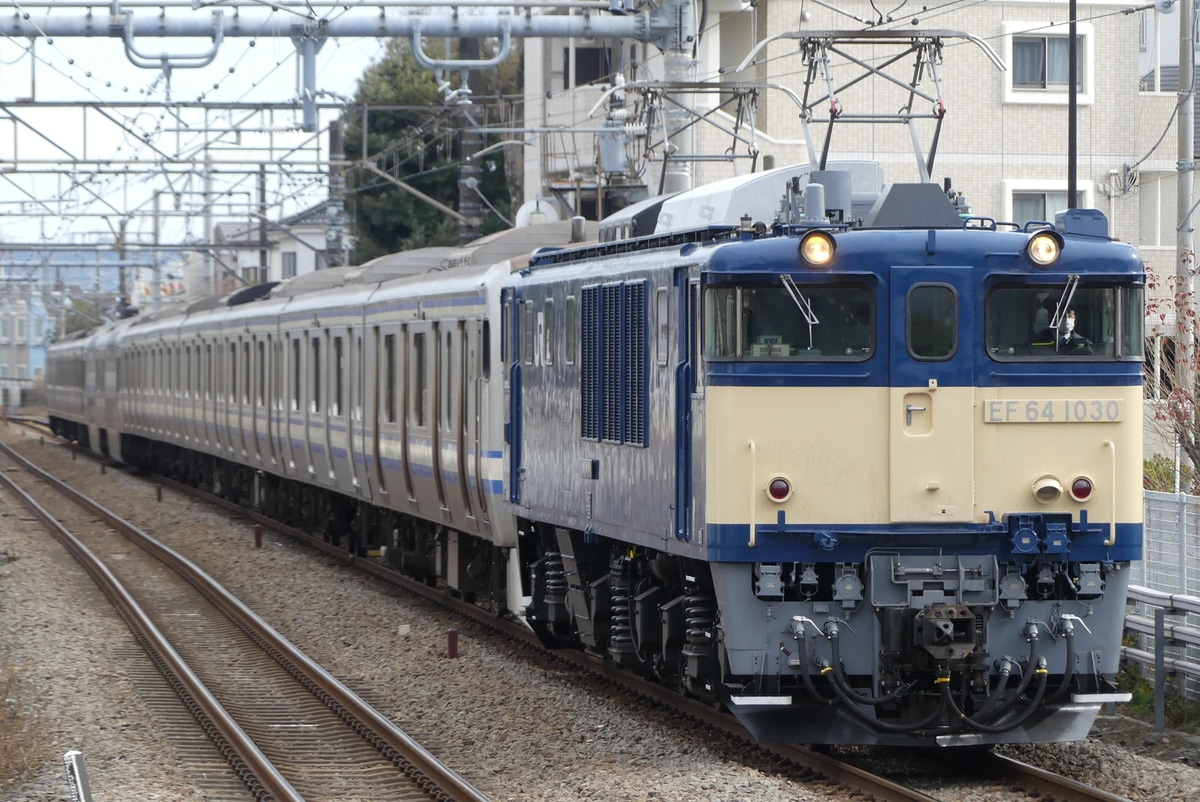
EF64牽引で長野総合車両センターに廃車回送されるE217系
（2024年1月11日 西府駅）

2020年（令和2年）12月21日より横須賀・総武快速線にE235系1000番台の運行が開始され、本系列は順次置き換えられることになった。
2020年4月1日時点では鎌倉車両センターに基本編成51本（561両）と付属編成46本（184両）の計745両が配置されていたが、2020年12月より運用離脱した編成の疎開が順次開始され、2021年（令和3年）1月5日にY-44編成が長野総合車両センターへ回送され、同年1月9日付で廃車となったのを皮切りに順次廃車が進み、2025年（令和7年）3月8日をもって定期運用を終了した。その後同年4月23日にY-42編成が廃車回送され、翌日付で除籍されたことで同形式の基本編成は消滅した。その後、同年6月25日には最後まで残存したY-101・102編成が廃車回送された。これにより、同形式の全車両が廃車回送されたこととなり、前述の2編成が除籍されると同形式は消滅形式となる。

##### 海外譲渡を巡る動き
運用離脱した編成については先述のように順次廃車されているが、2023年3月にCNNインドネシアが報じたところによると、インドネシア・ジャカルタの鉄道会社であるPT Kereta Commuter Indonesia（PT KCI）が、老朽化した既存形式の置き換えと輸送力の増強のため本系列348両の譲渡を受けるべく、2022年9月13日付けでインドネシア政府に輸入許可を申請していた。許可が得られた場合、2023年から2024年にかけて順次譲渡を受ける計画であった。譲渡を希望する理由としては、インドネシアの車両メーカーであるインダストリ・クレタ・アピ（PT INKA）に発注している新車の生産ペースでは、計画している既存形式の置き換えと輸送力の増強が間に合わないためとしていた。
しかし、第7代大統領ジョコ・ウィドド率いるインドネシア中央政府は「PT INKAの製造する新車だけで要求を満たせる」と主張しPT KCIによる輸入申請を拒否する意向を示した。このため譲渡が実現するかどうかは不透明となった。同年6月22日、インドネシア海事投資担当調整大臣ルフット・ビンサル・パンジャイタンはPT KCIのE217系輸入申請を正式に却下する決定を下した。

代わりにPT INKAがJ-TRECと東洋電機の技術協力を受け、E235系をベースに自社で製造する新車EA207系電車が納入可能となる2025年までの間、引退する既存車両の代替となる「新製車両」の輸入を許可するとの見解を示し、中華人民共和国の青島四方機車で製造されたEA206系が2025年3月に納車された。

### 東海道線

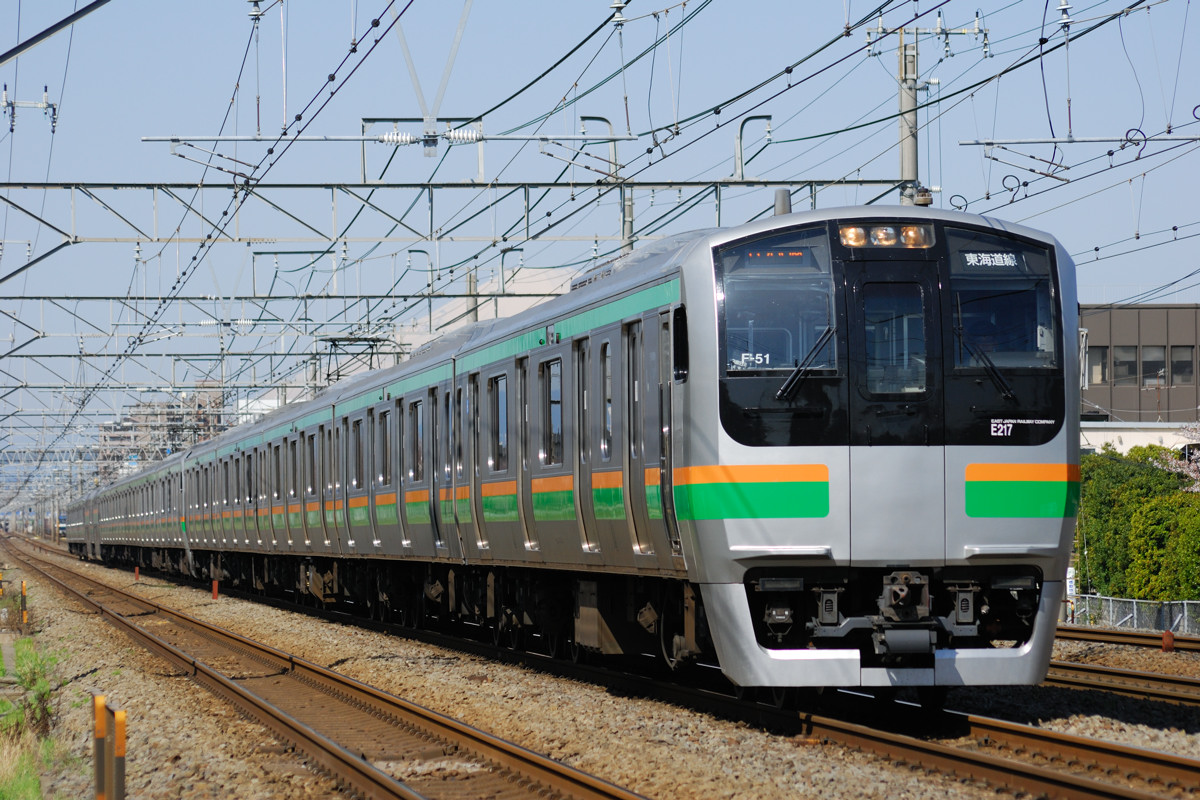
E217系湘南色

2004年10月16日のダイヤ改正で朝ラッシュ時の湘南新宿ライン増発による横須賀線運転本数の削減と湘南新宿ラインの運用がE231系へ統一されたことにより、運用数に対して余剰車が発生した。このため、鎌倉車両センター所属のE217系のうち、初期に製造された基本編成のF-01 - F-03編成と付属編成のF-51 - F-53編成の15両編成3本（45両）が東海道線と伊東線で運用されていた113系の置き換えのために国府津車両センターへ転属し、2006年3月18日のダイヤ改正より運転を開始した。
転属に際して東京総合車両センターにおいて改造が行われ、211系やE231系と同じく熱海方に基本編成10両、東京方に付属編成5両の構成に組み替えられた。当初は基本編成の7号車（ロングシート車）を付属編成に移動する予定であったが、混雑率の偏りを避けるため、セミクロスシート設置の旧10号車が付属編成へ移動した。
帯色はE231系と同じ新湘南色となった。車体側面のJRマークは横須賀線・総武快速線時代と同じ戸袋部に存置され、先頭車の正面にある「E217」ロゴも残されたが、その左にあった横須賀色の帯色ロゴは撤去された。
2006年3月改正時点では、1本が終日にわたって運用される以外はラッシュ時間帯のみの運用で、昼間の時間帯の充当列車は少なかったが、翌2007年3月改正時に運用が一部変更され、昼間の充当列車の本数が若干増加した。快速「アクティー」での運行は下り2本、上り1本が設定された。
運行区間は、半自動ドア装置などの寒冷地装備がないため湘南新宿ラインへの運用はなく、終日15両編成で運用されたため、JR東海管内（熱海駅以西および御殿場線）や伊東線への直通運用もなく、運用区間が東京 - 熱海（非営業の回送では来宮まで）間に限定され、運転室のモニタ装置筐体には『この車両は東京⇔熱海（来宮）間限定運用です』と表記されていた。また、E231系やE233系と異なり、車内自動放送は中止された。
その後、2008年にF-02＋F-52編成が鎌倉車両センター所属車両の更新工事施工による車両不足を補うため、2010年度にはF-01＋F-51編成が横須賀線武蔵小杉駅開業に伴う同線の輸送力増強のため、それぞれ鎌倉車両センターへ出戻っており、これらの穴埋めとしてE233系3000番台が国府津車両センターへ導入されている。その後、2012年11月・12月にF-02＋F-52編成が再度、鎌倉車両センターから国府津車両センターに転属した。
運用は固定されており、基本編成と付属編成を常時連結した15両編成で終日運行された。予備編成を持たないため、検査などで編成不足が生じた際にはE231系やE233系が代走する。また、付属編成が検査に入った場合は、E231系の基本編成（10両）単独の運用（平日朝1往復のみ）に入ることがあった。
行先表示器はF-52編成のみ転用改造時にLED式に変更され、それ以外の編成は従来通り字幕式となっていたが、2007年6月までに全編成がLED式となった。東海道線用として新たに作成された字幕表示の書体は、横須賀線・総武快速線用と同様のゴナではなく、漢字部分のみが113系や211系と同じ旧国鉄書体となった。また、非常用ドアコックなどの使用方法のステッカーが他編成や209系などと同じタイプのものに貼り替えられた。前面種別幕は、普通列車では黒地に白文字で「普通」（小田原・熱海方面行き）または「東海道線」（東京行き）、快速「アクティー」と通勤快速では黒地に赤文字で表示された。
2007年7月9日から同年9月30日まで、横浜 - 国府津間開業120周年記念ステッカーが先頭車の前面中央に貼付された。このステッカーは、編成ごとにデザインが異なっていた。
2009年4月中旬から2010年3月上旬まで「東海道線全通120周年 - 新橋・神戸間 - 」記念としてE233系3000番台とともに基本編成1号車・付属編成15号車前面にヘッドマークが装着された。
2015年3月14日のダイヤ改正で、本系列の東海道線での運用は終了した。2015年3月にF-03＋F-53編成が、同年4・5月にF-02＋F-52編成が、それぞれ国府津車両センターから鎌倉車両センターへ再転属し、全車両が鎌倉車両センターに集約された。

## 編成表

### 横須賀・総武快速線
- 鎌倉車両センター所属
- 基本編成と付属編成を併結し15両編成で運転する場合、久里浜方に付属編成、千葉方に基本編成を配置する。

|                    |                      |               | ← 成田空港・成東・鹿島神宮・君津・上総一ノ宮・千葉久里浜 → |               |               |                     |               |               |            |            |               |               |                 |  |
|                    |                      |               |                                                            |               |               |                     |               |               |            |            |               |               |                 |  |
| 横須賀・総武快速線 | 基本編成（11両編成） | 号車          | 11                                                         | 10            | 9◇            | 8                   | 7             | 6             | 5          | 4          | 3◇            | 2             | 1               |  |
| 横須賀・総武快速線 | 基本編成（11両編成） | 車種構成      | クハE217-0                                                 | サハE217-0    | モハE217-0    | モハE216-1000       | サハE217-2000 | サハE217-2000 | サロE217-0 | サロE216-0 | モハE217-2000 | モハE216-2000 | クハE216-2000   |  |
| 横須賀・総武快速線 | 基本編成（11両編成） | 座席          | セミクロス                                                 | セミクロス    | セミクロス    | ロング              | ロング        | ロング        | グリーン車 | グリーン車 | ロング        | ロング        | ロング          |  |
| 横須賀・総武快速線 | 基本編成（11両編成） | 搭載機器      |                                                            |               | VVVF          | SIV,CP              |               |               |            |            | VVVF          | SIV,CP        |                 |  |
| 横須賀・総武快速線 | 基本編成（11両編成） | 車両重量（t） | 25.9                                                       | 22.6          | 28.9          | 29.0                | 22.1          | 22.1          | 35.4       | 34.5       | 28.4          | 29.0          | 26.8            |  |
| 横須賀・総武快速線 | 基本編成（11両編成） | その他設備    | （電連） 和式トイレ                                        |               |               |                     |               |               | 洋式トイレ | 乗務員室   |               |               | 電連 [車]トイレ |  |
| 横須賀・総武快速線 | 付属編成（4両編成）  | 号車          | 増4                                                        | 増3◇          | 増2           | 増1                 |               |               |            |            |               |               |                 |  |
| 横須賀・総武快速線 | 付属編成（4両編成）  | 車種構成      | クハE217-2000                                              | モハE217-2000 | モハE216-2000 | クハE216-1000       |               |               |            |            |               |               |                 |  |
| 横須賀・総武快速線 | 付属編成（4両編成）  | 座席          | ロング                                                     | ロング        | ロング        | ロング              |               |               |            |            |               |               |                 |  |
| 横須賀・総武快速線 | 付属編成（4両編成）  | 搭載機器      |                                                            | VVVF          | SIV,CP        |                     |               |               |            |            |               |               |                 |  |
| 横須賀・総武快速線 | 付属編成（4両編成）  | 車両重量（t） | 25.4                                                       | 28.4          | 29.0          | 25.4                |               |               |            |            |               |               |                 |  |
| 横須賀・総武快速線 | 付属編成（4両編成）  | その他設備    | 電連                                                       |               |               | （電連） 和式トイレ |               |               |            |            |               |               |                 |  |

備考
1. 1 2  クハE216形2000番台は全車に落成時から装備。クハE217形0番台とクハE216形1000番台は一部車両に後付で装備。
2. ↑  一部の編成では2000番台（電気連結器装備、和式トイレ設置、質量25.9t）が組み込まれている。
3. ↑  クハE216形1000番台の質量。

### 東海道線
- 2015年3月に運用を終了している。
- 国府津車両センターに所属していた。
- 基本編成と付属編成を併結し15両編成で運転する場合、熱海方に基本編成、東京方に付属編成を配置していた。

|          |                      |            | ← 東京熱海 →    |            |               |               |                 |            |            |               |               |                 |  |  |
|          |                      |            |                 |            |               |               |                 |            |            |               |               |                 |  |  |
| 東海道線 | 基本編成（10両編成） | 号車       | 10              | 9◇         | 8             | 7             | 6               | 5          | 4          | 3◇            | 2             | 1               |  |  |
| 東海道線 | 基本編成（10両編成） | 車種構成   | クハE217-0      | モハE217-0 | モハE216-1000 | サハE217-2000 | サハE217-2000   | サロE217-0 | サロE216-0 | モハE217-2000 | モハE216-2000 | クハE216-2000   |  |  |
| 東海道線 | 基本編成（10両編成） | 座席       | セミクロス      | セミクロス | ロング        | ロング        | ロング          | グリーン車 | グリーン車 | ロング        | ロング        | ロング          |  |  |
| 東海道線 | 基本編成（10両編成） | 搭載機器   |                 | VVVF       | SIV,CP        |               |                 |            |            | VVVF          | SIV,CP        |                 |  |  |
| 東海道線 | 基本編成（10両編成） | その他設備 | 電連 和式トイレ |            |               |               |                 | 洋式トイレ | 乗務員室   |               |               | 電連 [車]トイレ |  |  |
| 東海道線 | 付属編成（5両編成）  | 号車       | 15              | 14         | 13◇           | 12            | 11              |            |            |               |               |                 |  |  |
| 東海道線 | 付属編成（5両編成）  | 車種構成   | クハE217-2000   | サハE217-0 | モハE217-2000 | モハE216-2000 | クハE216-1000   |            |            |               |               |                 |  |  |
| 東海道線 | 付属編成（5両編成）  | 座席       | ロング          | セミクロス | ロング        | ロング        | ロング          |            |            |               |               |                 |  |  |
| 東海道線 | 付属編成（5両編成）  | 搭載機器   |                 |            | VVVF          | SIV,CP        |                 |            |            |               |               |                 |  |  |
| 東海道線 | 付属編成（5両編成）  | その他設備 | 電連            |            |               |               | 電連 和式トイレ |            |            |               |               |                 |  |  |